# Carnaval

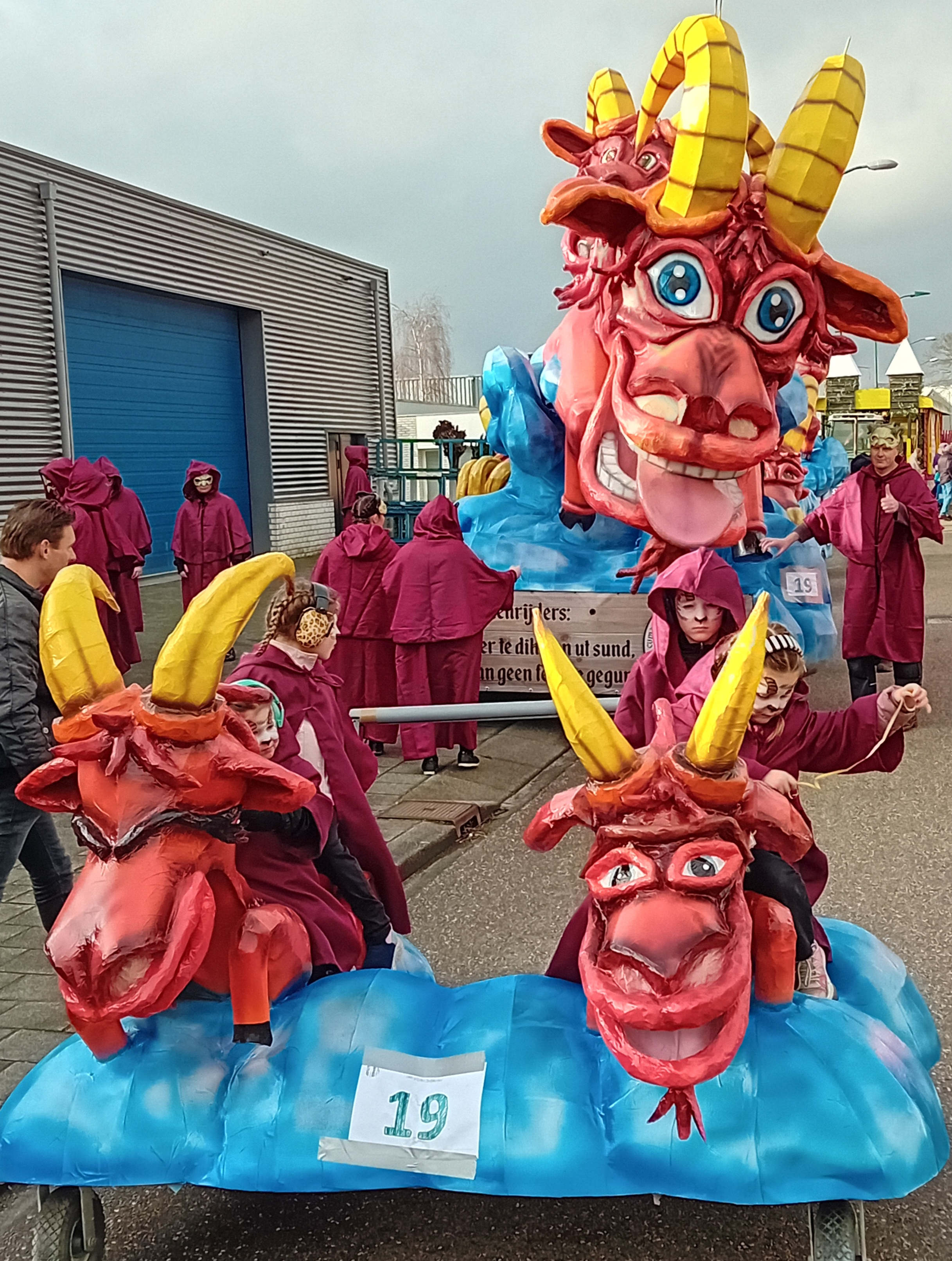
Carnavalswagen of "praalwagen" in het thema De Bokkenrijders in Turfstekerslaand

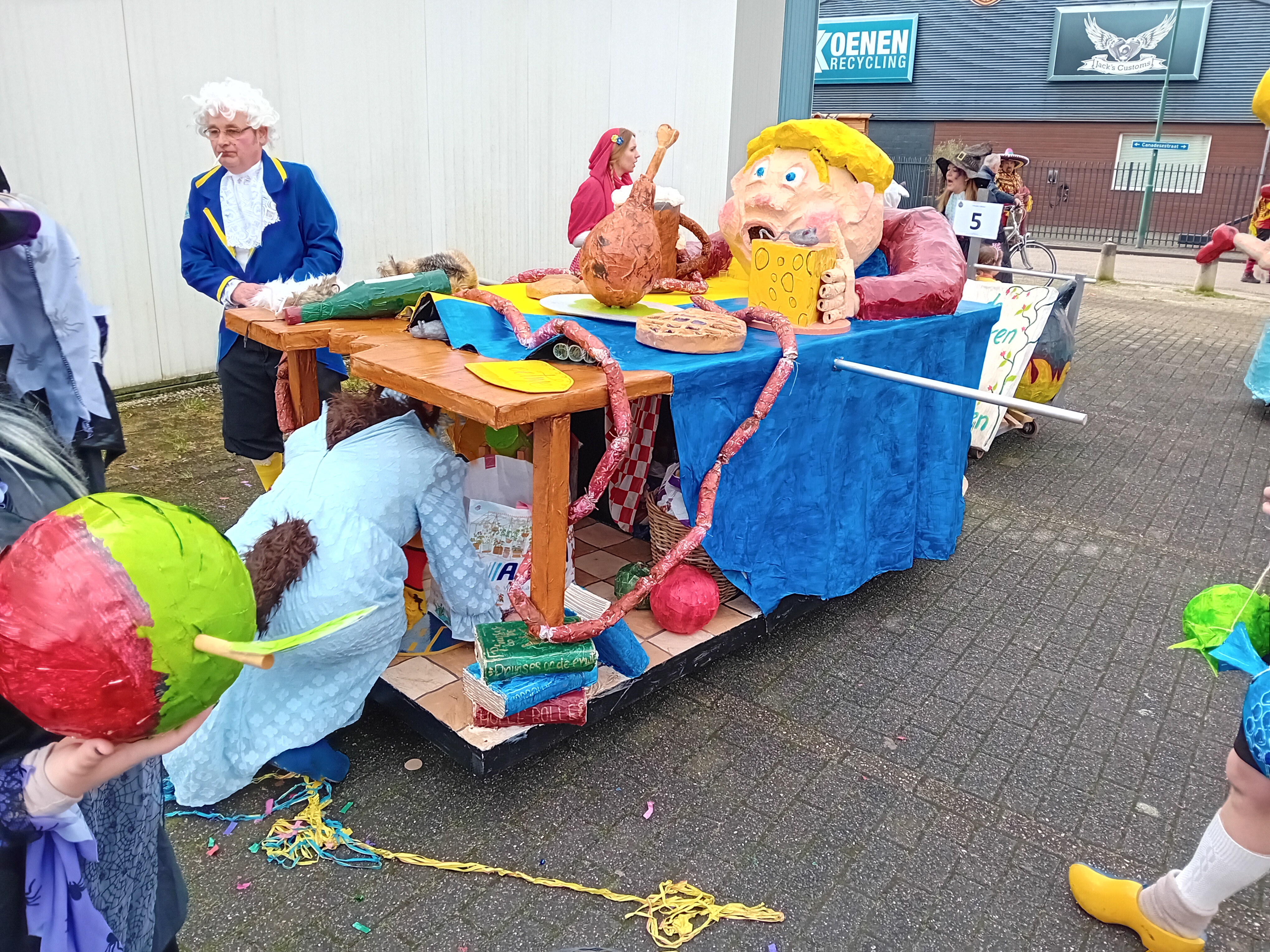
Een loopwagen is een praalwagen die handmatig wordt voortbewogen

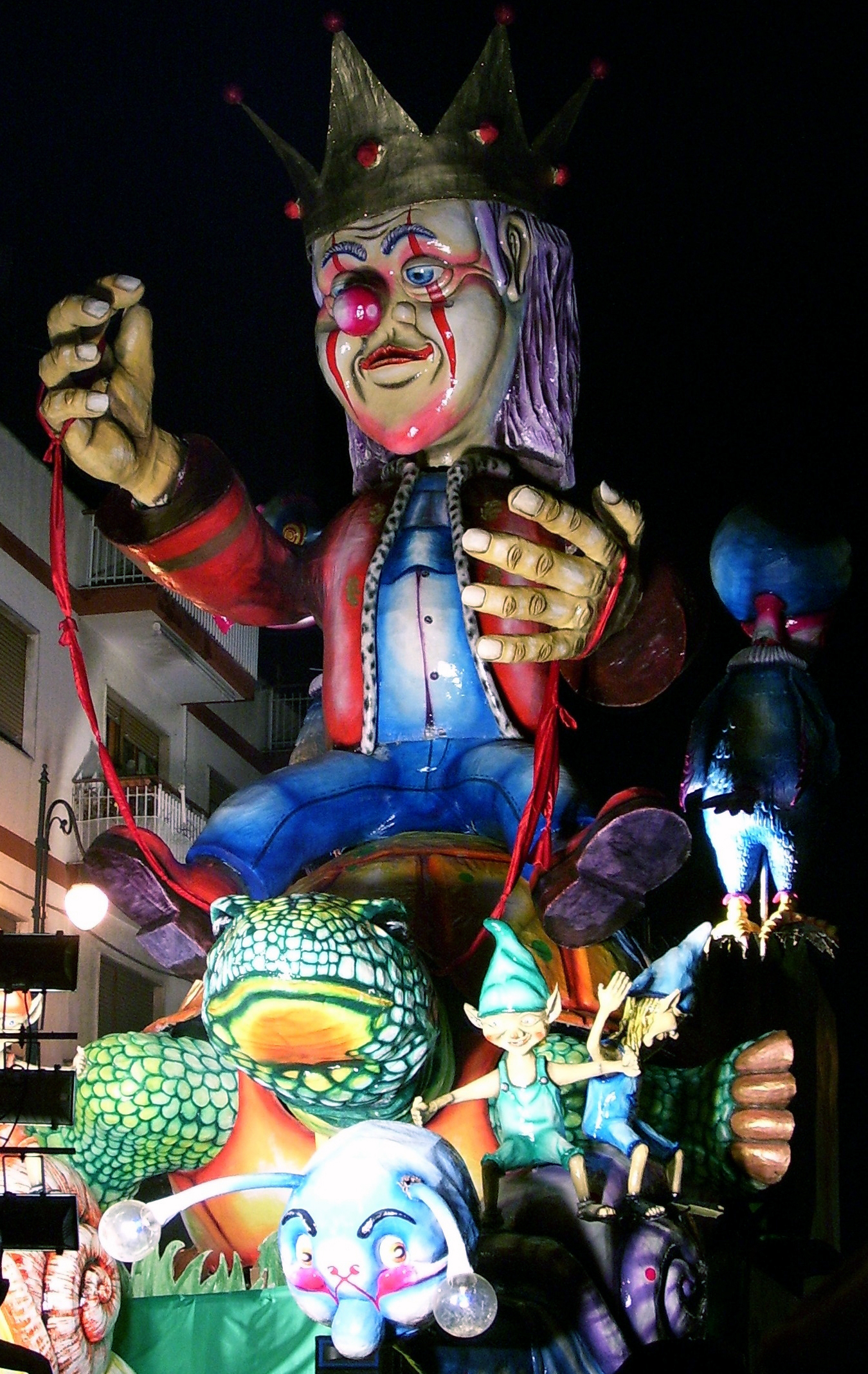
Een carnavalswagen in Massafra

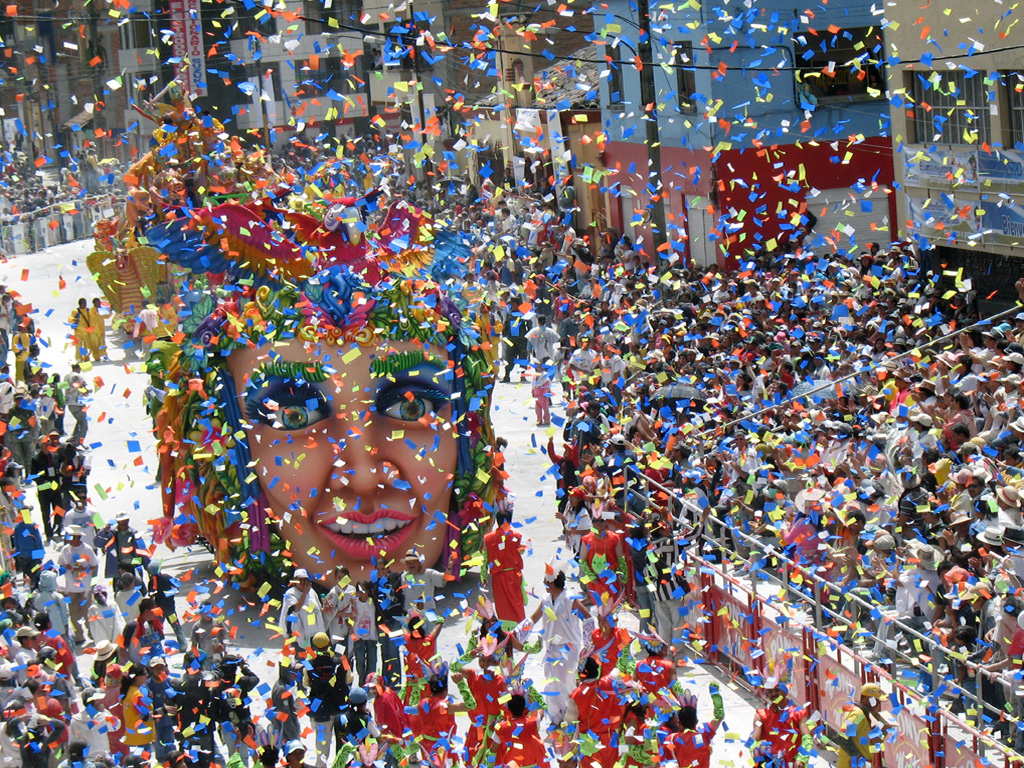
Optocht (met confetti) tijdens Carnaval de Negros y Blancos, Colombia

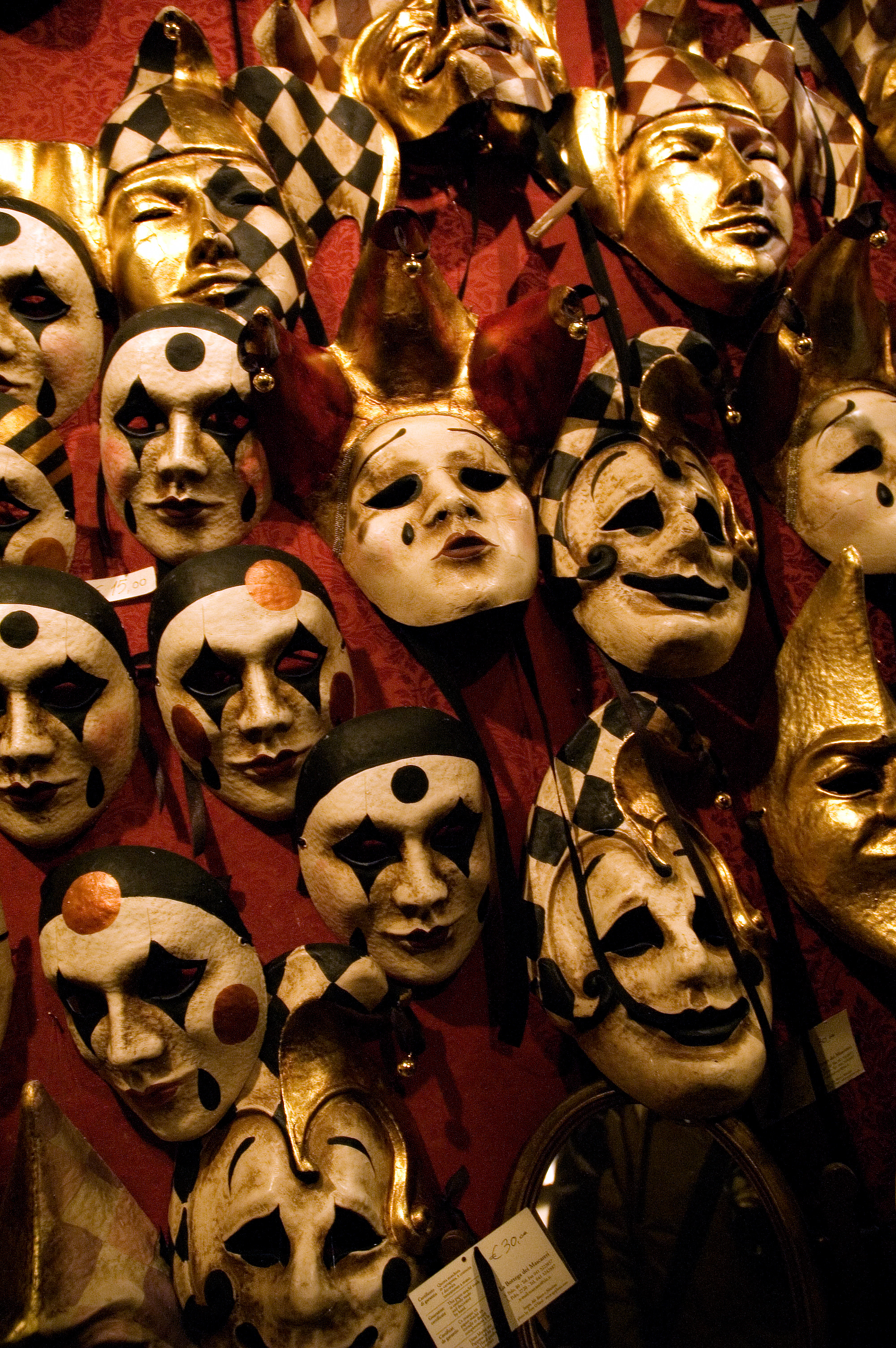
Maskers van het carnaval van Venetië

Carnaval is van oorsprong een gekerstend heidens volksfeest. Het valt binnen de christelijke traditie op de zondag, maandag en dinsdag direct voorafgaand aan de vastentijd van 40 dagen. In Nederland wordt het van oorsprong alleen door katholieken gevierd, voornamelijk in het zuiden en delen van het oosten. Ook in België en het katholieke Rijnland in Duitsland wordt uitbundig carnaval gevierd. Vastelaovend zoals het in Limburg wordt genoemd, is een feest van saamhorigheid, traditie en vieren. Carnaval is bij uitstek het feest van zotheid, spot en uitbundigheid. Inmiddels is het in verschillende plaatsen in Nederland een gebruik om carnaval op carnavalsvrijdag te openen. Het carnavalsfeest wordt in bijna alle steden en dorpen vooral georganiseerd door de lokale carnavalsvereniging(en) vaak afgekort tot KV, in plaats van het "correcte" CV. De carnavalsperiode begint op de 11e van de 11e (11 november) voorafgaand aan het carnavalsfeest het jaar daarop. Tot het feest behoort bijna overal de optocht, veelal op zaterdag en zondag. Tijdens het carnaval regeert Prins Carnaval die in een aantal gevallen van de burgemeester voor de periode van het carnavalsfeest de sleutel van de stad ontvangt.
Op Aswoensdag wordt carnaval afgesloten, maar de tradities verschillen per regio. In Limburg wordt carnaval ook wel vastelaovend genoemd, vernoemd naar de avond voor aanvang vastentijd. Het Limburgs carnaval is meer verwant aan het Rijnse carnaval. Op Aswoensdag is er hieringeschelle. 

In het overgrote deel van Noord-Brabant wordt er Bourgondische carnaval gevierd en dat wordt afgesloten met worstenbrood, koffie Schrobbelèr soms met een Brabantse koffietafel. In de regio's van Bergen op Zoom en Woudrichem, waar nog visserijen zijn gevestigd, worden meer visproducten gegeten.  Het haringhappen als laatste carnavalsactiviteit en eerste moment van vasten komt ook veel voor. 

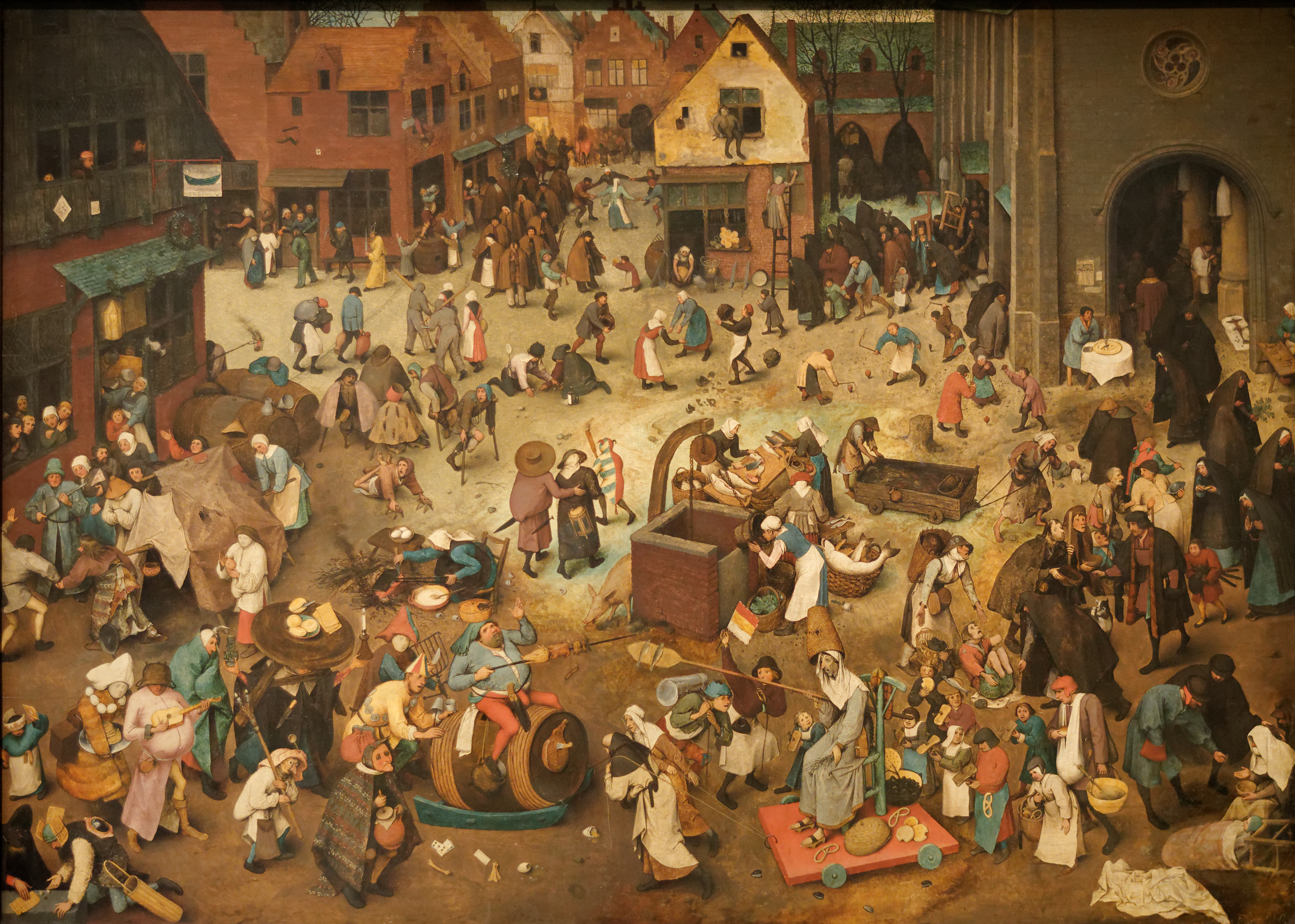
Het gevecht tussen Carnaval en Vasten, Pieter Bruegel de Oude, 1559

## Naam

### Etymologie
De meest waarschijnlijke oorsprong van het woord carnaval ligt in het Italiaanse carne levare (Kerklatijn: carnem levare), wat ‘opheffen/wegnemen van het vlees’ betekent. Dit begrip is voor het eerst aangetroffen in een akte uit Subiaco van 965. De oudst bekende datering van de term carnaval in het Nederlands is in het jaar 1673, in het tijdschrift Mercurius.
Verschillende alternatieve etymologieën zijn voorgesteld, bijvoorbeeld dat het woord zou zijn afgeleid van carrus navalis (Latijn voor scheepskar, waarmee dan specifiek wordt gedoeld op het narrenschip). Deze verklaringen zijn geen van alle erg houdbaar gebleken, met name vanwege het al in de 10e tot 12e eeuw voorkomen van de Italiaanse vorm carnelevale.

### Andere benamingen
Er bestaan regionaal allerlei verschillende benamingen voor het feest. In de Belgische en Nederlandse provincies Limburg en het aangrenzende Duitse Rijnland heet het Vastelaovend; Ook in het West-Brabantse Bergen op Zoom noemt men het Vastenavond (de avond voor de vasten, die op het feest volgt), in Zuid-Duitsland Fasnacht (vastenavond).

## Oorsprong en geschiedenis
Antropologisch gezien is het carnaval voor alles een omkeringsritueel, waarin maatschappelijke rollen worden omgedraaid en normen over gewenst gedrag worden opgeschort. Het dragen van maskers zou oorspronkelijk verband hebben gehouden met verering van overleden voorouders; door zich als een representant van een overleden voorouder voor te doen, hoopte men de geest van die voorouder gunstig te stemmen. Daarnaast diende de maskerade om de winter sneller een halt toe te roepen, zodat de zomer sneller zijn intrede zou doen.

### Voorlopers en parallellen
Het vieren van een nieuwjaars- en/of lentefeest waarbij voor korte tijd de hele samenleving op zijn kop stond, alle maatschappelijke rollen werden omgedraaid, niemand meer werkte e.d. gaat terug tot ver in de prehistorie; een omkeerfeest. Feesten die gelijkenis vertonen met het huidige carnaval werden ca. 5000 jaar geleden al in Mesopotamië gevierd, waarin blijkens een babylonisch geschrift sprake was van het gelijkheidsprincipe tussen ondergeschikten en meesters en tussen mannen en vrouwen, wat tot op heden een belangrijk element is van het feest. Uit 2600 v.Chr. is een kleitablet uit Mesopotamië bewaard gebleven waarop melding wordt gemaakt van een feest dat werd gevierd in de maand Nisan, waarbij de slaaf zelf voor even gelijk was aan zijn meester. Alle andere rangen en standen werden afgeschaft. Tijdens dit feest werd de god Mardoek geëerd. Ruim 1000 jaar later maakte de Babylonische priester Berossus melding van een soortgelijk feest dat vijf dagen duurde.
In culturen rond de Middellandse Zee, zoals Egypte en Griekenland, waren vergelijkbare feesten, die een relatie hadden met het begin van de lente. Volgens de mythologie van het Oude Egypte was er een periode van vijf dagen aan het eind van het jaar waarin de vloek die de zonnegod Ra had uitgesproken over de aardgod Keb niet gold, dankzij de maangod Thoth.
Binnen de joodse cultuur vertoont het Poerim-feest, dat wordt gevierd in het vroege voorjaar, duidelijke overeenkomsten met het huidige carnaval.
De Romeinen vierden in de periode 21 december- 21 maart een aantal feesten. Belangrijk was het feest van de saturnaliën dat veel overeenkomsten met het hedendaagse carnaval vertoont. De slaven hadden tijdens dit feest veel meer vrijheid en mochten zelfs hun meesters voor gek zetten. Er waren verder drink- en eetgelagen, vermommingen en optochten door de straten. Er was een figuur die vergelijkbaar was met Prins Carnaval.
Met carnaval vergelijkbare feesten werden in heel Europa gevierd. In Rusland is dit feest bekend onder de naam maslenitsa (vrij vertaald: boterfeest).

### Integratie binnen het christendom (oudheid-middeleeuwen)
Toen in heel Europa vanaf de late oudheid het christendom opkwam, probeerde men al deze traditionele, "heidense" gewoonten in eerste instantie te onderdrukken. De bisschop Caesarius van Arles was een van de eerste christenen die zich er fel tegen verzette. Tijdens de Synode van Leptines (742) werd een index opgesteld van heidense gebruiken die voortaan taboe waren. Missionaris Bonifatius was een sterk voorstander van afschaffen van de Romeinse nieuwjaarsfeesten.
Toen de Rooms-Katholieke Kerk gaandeweg niet goed in staat bleek om de traditionele lentefeesten te onderdrukken, werd tijdens het Concilie van Benevento (1091) besloten dat de feesten in plaats daarvan voortaan hun eigen plek zouden krijgen binnen de christelijke liturgie, waarbij Aswoensdag voortaan het begin was van de 40 dagen durende vastentijd. Dit laatste was namelijk ter herdenking van de 40 dagen die Jezus volgens het Nieuwe Testament in de woestijn vastte en tevens tot bezinning op de christelijke kernwaarden. Het carnaval ging hierdoor dus bij uitstek gelden als de laatste mogelijkheid om zich nog te buiten te gaan voordat de vastentijd − een periode waarin men zich juist beperkte tot het minimaal noodzakelijke − begon. In deze zelfde periode, en vermoedelijk mede doordat de kerk het nu had toegestaan, kwam de viering van carnaval echt tot wasdom, onder meer in de grote steden in Italië (Venetië, Rome, Milaan).
Het carnaval was voor alles een eetfestijn. Op "vette dinsdag" voor de vasten werd al het vet dat er nog in huis was opgemaakt, voordat het zou gaan bederven. Het oorspronkelijke idee hierachter was dat alle weldadigheid de voorbode was van een goede oogst.
In de middeleeuwen werden tussen de 12e en 16e eeuw 'Narrenfeesten' gevierd, enigszins vergelijkbaar met het carnaval. Een van de oudste schriftelijke vermeldingen van 'Fastnacht' bevindt zich in de Kroniek van Speyer uit 1612, waarin verteld wordt dat het in 1298 al werd gevierd.

### Terugdringing onder invloed van de reformatie
Met de opkomst van de reformatie kwam het carnaval opnieuw zwaar onder vuur te liggen vanuit de christelijke kringen. Met name Johannes Calvijn keerde zich fel af van de carnavalsvieringen. Dit verzet had tot op zekere hoogte succes; tijdens het Concilie van Trente (1545-1563) werd besloten de vastenavondvieringen goeddeels in de ban te doen, waarna het feest in veel delen van Europa verdween. Dit gebeurde ook in de landen die katholiek bleven (Frankrijk, Spanje, Italië).

### Nieuwe heropleving vanaf de 19e eeuw
Dankzij de terugkerende dominantie van het katholicisme maakten de carnavalsvieringen vanaf de 19e eeuw in veel Europese landen toch weer een herleving door. In deze tijd begon het carnavalsfeest pas echt te lijken op wat het tegenwoordig is. De vieringen kregen nu een meer georganiseerd karakter dan in vroeger tijden. Het zich verkleden als beroemde of historische figuren werd een belangrijk onderdeel, evenals de lange carnavalsoptochten en bijbehorende confetti (die in de plaats kwam van schoensmeer).
In de lente van 1940 was het Nederlandse leger gemobiliseerd. Omwille van de oorlogsdreiging werd aan het carnaval grote beperkingen opgelegd. Maskers waren verboden omdat niemand onherkenbaar mocht zijn.

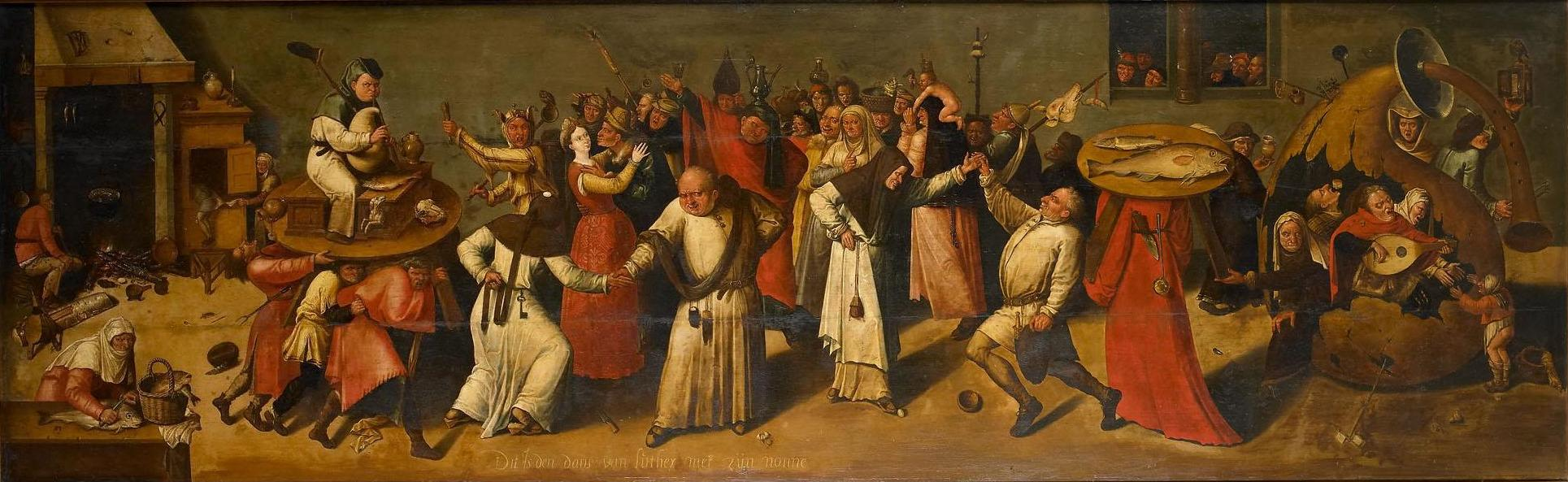
Het gevecht tussen Carnaval en Vasten, ca. 1600-1620
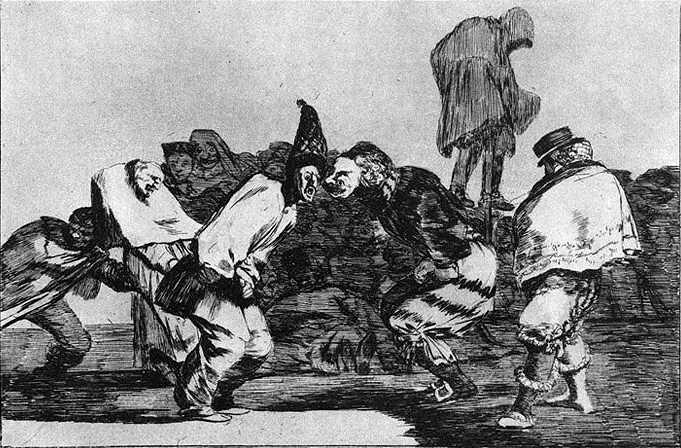
Los disparates de carnaval, Francisco Goya, ca. 1816-1823
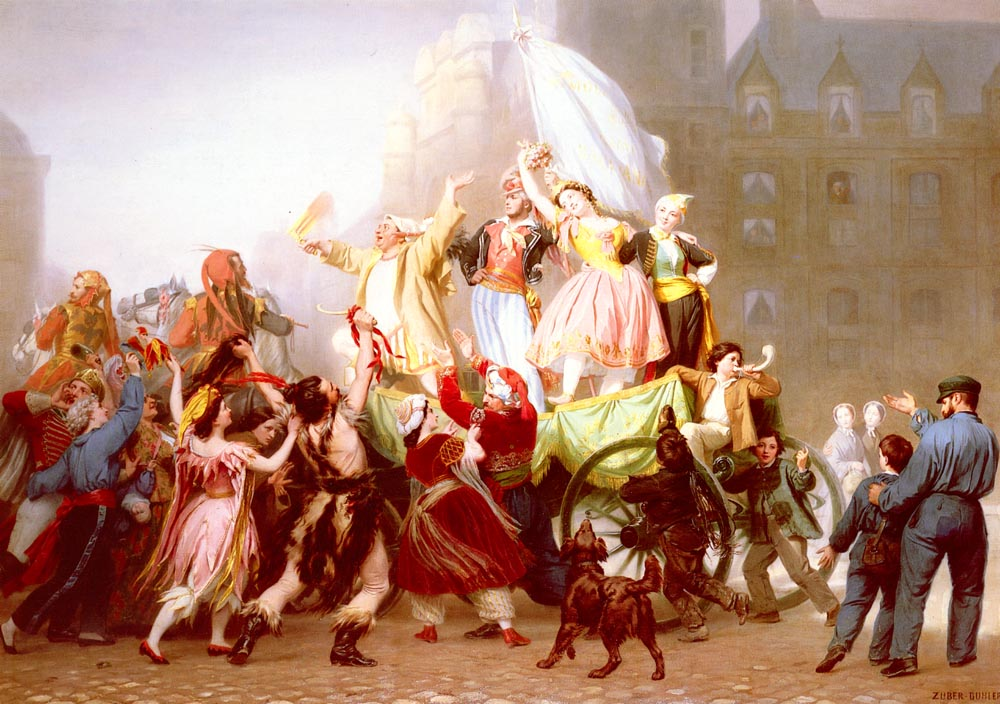
De derde donderdag voor vastentijd, Fritz Zuber-Buhler (1822-1896)
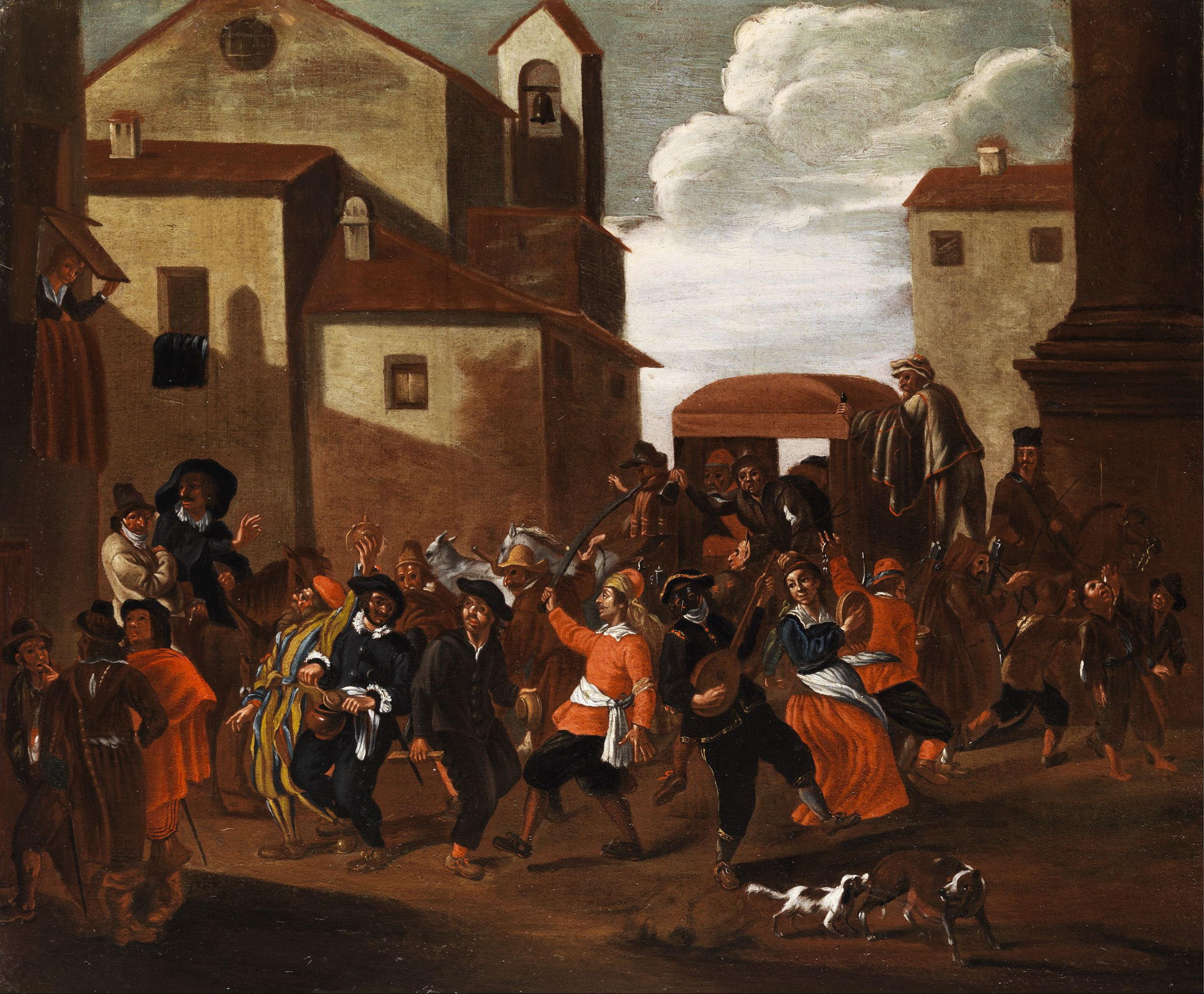
Carnaval in Italië, scuola dei bamboccianti (ca. 1700)

## Datum van carnaval
De carnavalsdatum vindt zijn huidige oorsprong in de kerkelijke kalender, die gerekend wordt vanuit eerste paasdag. Paaszondag is, volgens het Concilie van Nicaea van 325 na Christus, de eerste zondag na de eerste volle maan na het begin van de lente. De vastentijd begint 40 dagen voor eerste paasdag, waarbij zondagen niet meetellen. De eerste carnavalsdag valt dan zeven weken voor eerste paasdag. Carnaval begint officieel op zondag.
Pasen kan op zijn vroegst op 22 maart vallen en op zijn laatst op 25 april. Als gevolg daarvan is de vroegst mogelijke datum voor carnaval 1 februari, en de laatst mogelijke datum 9 maart.

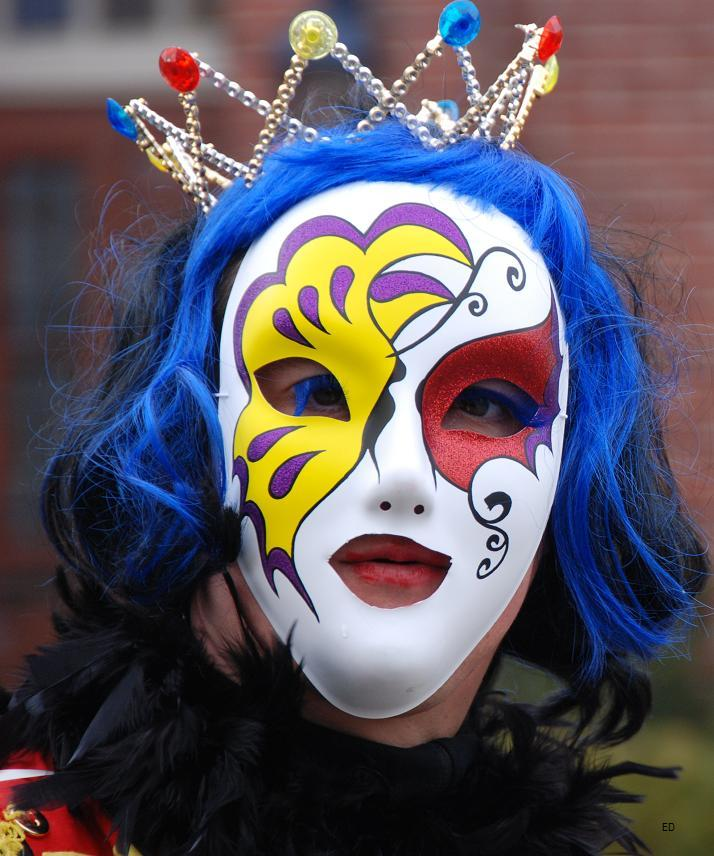
Carnavalsmasker

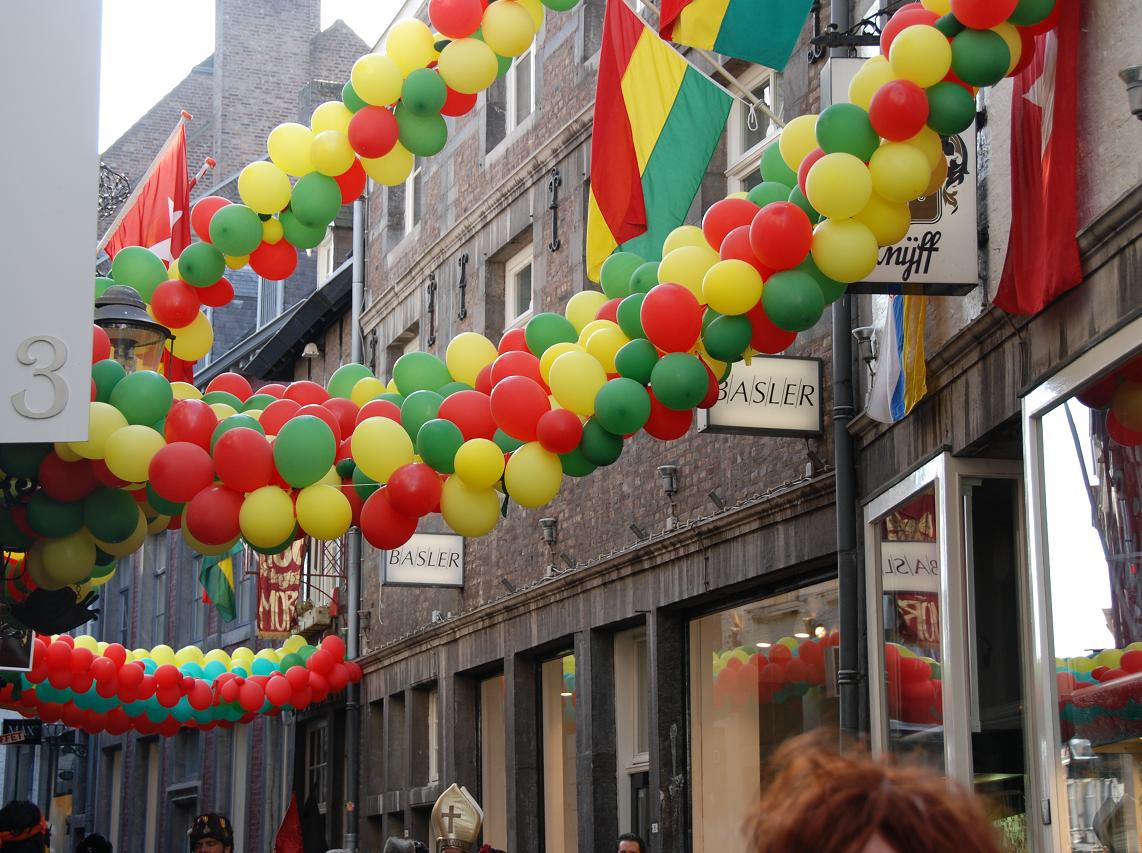
Straatversiering tijdens carnaval

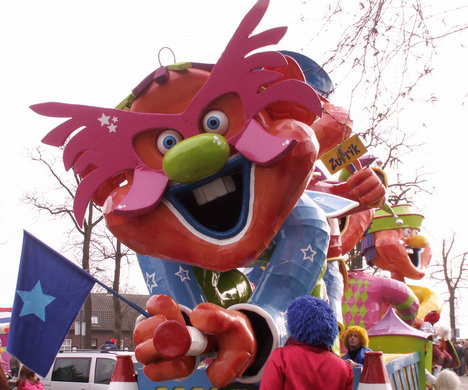
Een praalwagen in de carnavalsoptocht van Soerendonk

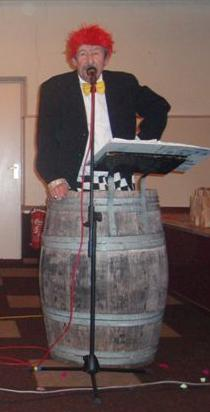
Een Brabantse 'tonpraoter'

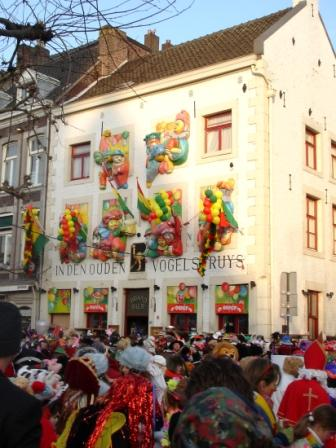
Straatcarnaval in Maastricht

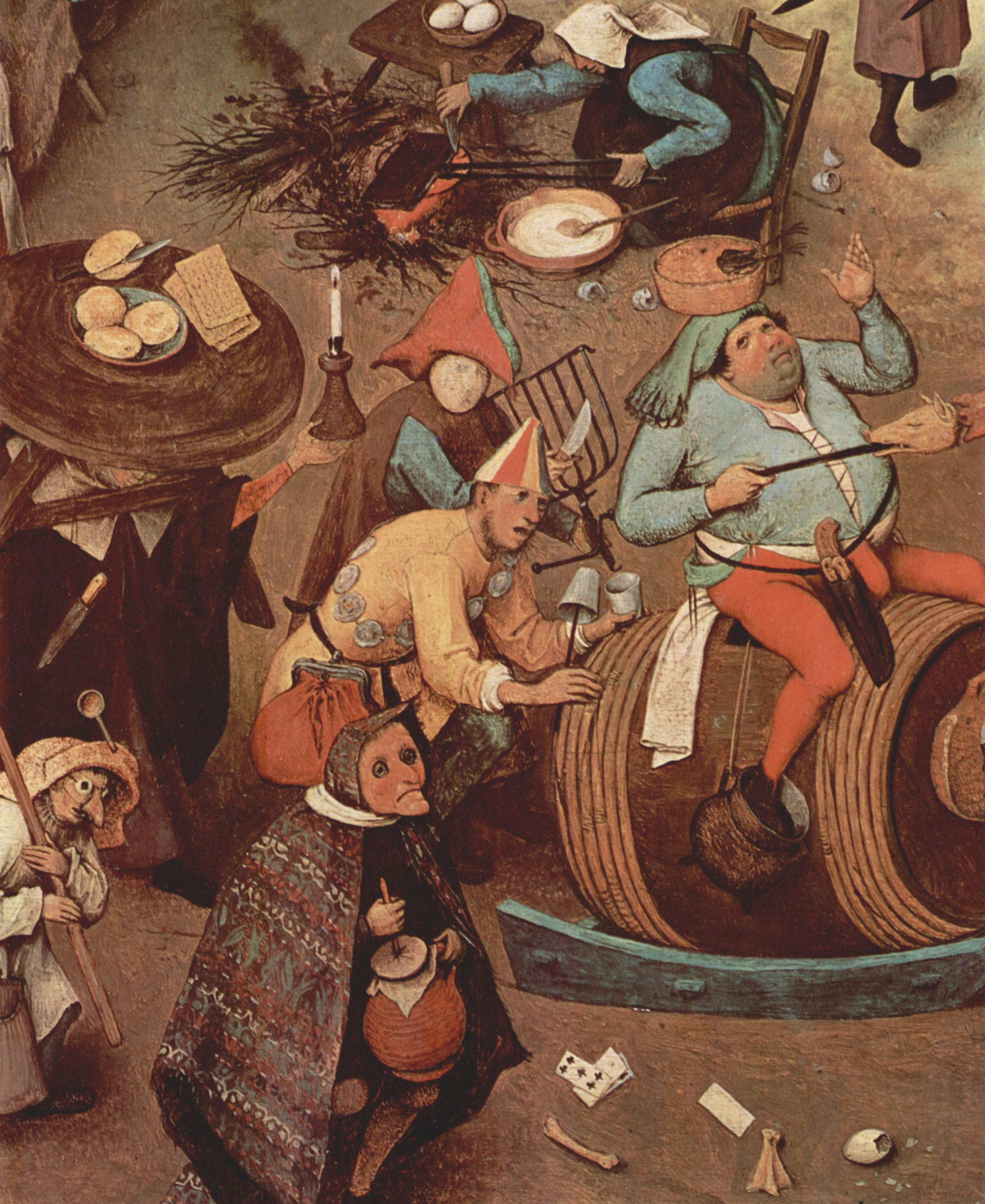
Het Bourgondisch carnaval uitgebeeld door Pieter Bruegel de Oude

| Jaar | Vastenavond (dinsdag) | Aswoensdag  | Eerste paasdag |
| ---- | --------------------- | ----------- | -------------- |
| 2024 | 13 februari           | 14 februari | 31 maart       |
| 2025 | 4 maart               | 5 maart     | 20 april       |
| 2026 | 17 februari           | 18 februari | 5 april        |
| 2027 | 9 februari            | 10 februari | 28 maart       |
| 2028 | 29 februari           | 1 maart     | 16 april       |

## Carnaval in Europa

### Nederland
Officieel duurt carnaval in Nederland drie dagen die voorafgaan aan Aswoensdag. Het feest duurt van zondag tot dinsdagavond, Vastenavond. De vastentijd van 40 dagen vangt aan om middernacht. Deze duurt tot Pasen. In de huidige praktijk vinden er tussen 11 november en het eigenlijke feest al tal van aan carnaval verbonden festiviteiten plaats, vooral in de laatste weken voor het carnaval zelf. Soms vinden er op Aswoensdag nog carnavalsactiviteiten plaats. 
Op 11 november (de elfde van de elfde), om precies 11:11 uur, begint het carnavalsseizoen. In Nederland wordt deze start van het seizoen in vrijwel iedere carnavalvierende plaats met een zekere ceremonie gevierd. De reden dat specifiek is gekozen voor deze datum en dit tijdstip is dat het getal 11 van oudsher als het getal van dwazen en gekken wordt beschouwd. 11 november is bovendien exact 40 dagen voor 21 december, de kortste dag. Het is daarmee het begin van de donkere periode voor Kerstmis. Daarbij is het de feestdag van Sint Maarten (het sint-maartensfeest). Maria-Lichtmis is op 2 februari, wat weer exact 40 dagen na Kerstmis is.
Elk jaar wordt er door elke carnavalsvereniging een Prins Carnaval en een of meerdere adjudanten uitgeroepen. Ook is er een min of meer vaste Raad van Elf. De prins ontvangt doorgaans van de burgemeester symbolisch de sleutel van het dorp of de stad voor de duur van carnaval. Bij sommige verenigingen worden er jeugdprinsen en jeugdadjudanten gekozen. Tijdens carnaval hebben veel dorpen en steden een alternatieve naam. Deze traditie komt uit Noord-Brabant en is ook een gebruik geworden in sommige plaatsen in Limburg en Gelderland en elders in Nederland.

#### Verspreiding

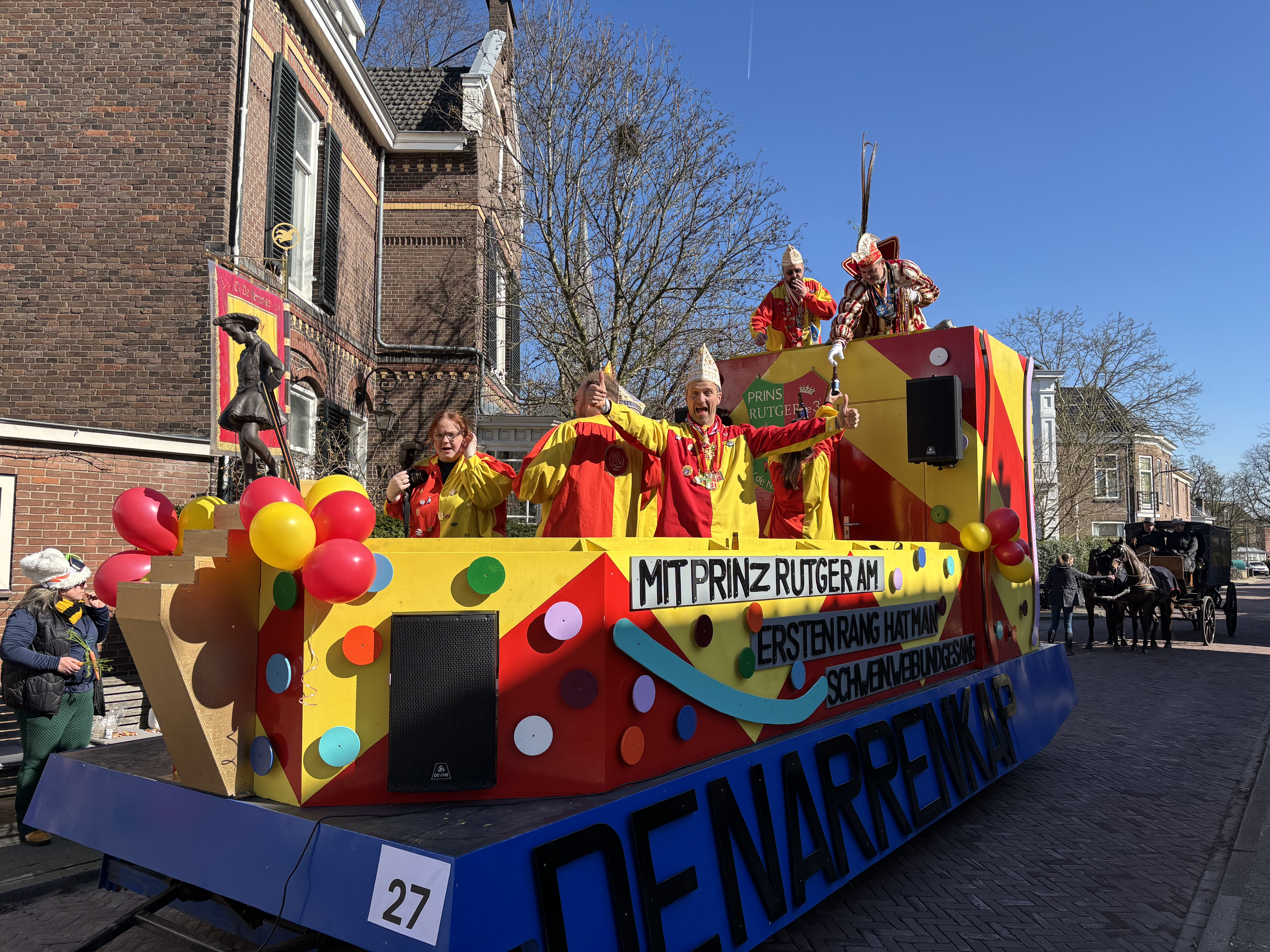
Een typische praalwagen voor een Prins Carnaval

Het carnavalsfeest heeft in Nederland met name een belangrijke plaats in de provincies Noord-Brabant en Limburg. Daarnaast wordt het feest gevierd in Zeeuws-Vlaanderen, katholieke dorpen in Zuid-Beveland, het katholieke zuiden van Gelderland, zoals regio Arnhem/Nijmegen, in het oosten in delen van de Liemers, Achterhoek, Salland, Twente, in het westen in de Bollenstreek, West-Friesland en in sommige Utrechtse plaatsen zoals Schalkwijk, IJsselstein, Montfoort, Harmelen en Oudewater. In de rest van Nederland wordt het feest gespreid over een aantal plekken gevierd. In Groesbeek is de grootste carnavalsoptocht van Gelderland met meer dan 170 carnavalswagens. Boven de Moerdijk zijn grote optochten te vinden in Hoogland, Oldenzaal, Raalte en Zwaag. De optocht van Kloosterburen staat bekend als de meest noordelijke in Nederland. Behalve de inwoners van Hoogland, Oldenzaal en Zwaag, beweren die van Didam, 's-Heerenberg, Groenlo, IJsselstein, Montfoort, Noordwijkerhout en Ter Apel dat de grootste optocht Boven de Rivieren bij hén plaatsvindt.
In Flevoland wordt met name in de Noordoostpolder steevast carnaval gevierd. De zeven bestaande verenigingen vinden hun oorsprong met name in Brabant. Na de drooglegging van de polder is het carnaval met de nieuwe bewoners uit het zuiden over komen waaien. In Rutten wordt een optocht gehouden, de organiserende stichting de Leutdelvers werd in 1962 opgericht en is daarmee de oudste vereniging van de Noordoostpolder.
Ook de Friese stad Sneek heeft een carnavalstraditie. De stad draagt tijdens het feest de naam Drabbelterp en is een van de weinige steden in Noord-Nederland waar carnaval, compleet met intocht, optocht, sleuteloverdracht en Katholieke carnavalsmis wordt gevierd.
Het Maastrichts carnaval bevat elementen van het Bourgondisch en Rijnlands carnaval, met een aantal unieke kenmerken zoals de chaotische Bónte Störm-optocht en het drie dagen durende straatcarnaval onder aanvoering van tientallen zate hermeniekes. In Maastricht overheerst de Bónte Störm, het verklede volk dat zich in het algemeen weinig aantrekt van motto's en goede smaak. Het Maastrichts carnaval in zijn huidige vorm vindt zijn oorsprong in de 19e eeuw, toen de herensociëteit Momus de organisatie van het al eeuwenlang bestaande, kleinschalig gevierde carnaval overnam. Voor de gegoede burgerij organiseerde Momus bals en zittingen naar Rijnlandse model, terwijl het gewone volk zich op straat en in de kroegen bedronk. Na de Tweede wereldoorlog kreeg het straatcarnaval een impuls door de opkomst van de zate hermeniekes, vergelijkbaar met de Brabantse dweilorkesten. Tijdens de drie dagen van het carnaval trekken de hermeniekes, gevolgd door schare zingende en dansende carnavalsvierders, door de Maastrichtse binnenstad.

#### Bourgondisch en Rijnlands carnaval
In Europees Nederland worden, voorafgaand aan de vastentijd, twee soorten carnaval gevierd: Het Rijnlands en het Bourgondisch carnaval. In de zomer wordt in enkele plaatsen een Caribische variant gevierd, het  zomercarnaval. Daarbij moet aangetekend worden dat het puur Rijnlands carnaval in Nederland vrijwel niet voorkomt. Naast deze hoofdvarianten bestaat er een scala aan lokale varianten, waarvan het Maastrichts carnaval het meest specifiek is. De verschillende soorten carnavals komen op veel vlakken overeen, maar zijn door bepaalde tradities van elkaar te onderscheiden. Naast de verschillen in ontstaansgeschiedenis worden hieronder ook de opvallendste kenmerken vermeld.

##### Bourgondisch carnaval
Het Bourgondisch carnaval is de variant die in de meeste plaatsen in Noord-Brabant, het Gelderse Land van Maas en Waal, katholiek delen van Zeeuws-Vlaanderen en een aantal plaatsen op Zuid-Beveland traditioneel gevierd wordt. Zij vindt haar oorsprong in de welvarende steden van het Hertogdom Brabant en Graafschap Vlaanderen ten tijde van de Bourgondische Nederlanden. De insteek van het Bourgondische carnaval was oorspronkelijk dat van een gekostumeerd eetfestijn waarbij men elkaar belachelijk maakte. Door de grote armoede die heerste in Brabant vanaf de bloeitijd van de Gouden Eeuw tot de Tweede Wereldoorlog wordt het traditionele feest gekenmerkt door (schijnbaar) eenvoudige kostuums; waarvan de beroemde blauwe boerenkiel met zakdoek wellicht het meest iconisch is.
- De belangrijkste activiteiten van het carnavalsfeest (hoofdbal, sleuteloverdracht, optochten) zijn in handen van één stichting. De stichting kiest één prins (en gevolg) uit. Er is dus maar één prins per stad of dorp.
- Het is gebruikelijk voor steden met een Bourgondische carnavalstraditie (ofschoon er ook in oostelijk Nederland enkele plaatsen met als basis het Rijnlands carnaval dit doen) om de naam tijdens carnaval te veranderen. Enkele bekende voorbeelden zijn: Kaaiendonk (Oosterhout), Kielegat (Breda), Kruikenstad (Tilburg), Krabbegat (Bergen op Zoom), Lampegat (Eindhoven), Oeteldonk ('s-Hertogenbosch), Tullepetaonestad (Roosendaal), Zandhazendurp (Rosmalen), Sassendonk (Zwolle) en Kloosterwieke (Ter Apel).

- Veel, maar niet alle, Bourgondische carnavals hebben een officieel motto(ook bekend als carnavalsspreuk of gewoon spreuk). Dit is meestal een gevleugelde uitspraak in het plaatselijke dialect. In de optocht kunnen mensen zich volgens deze spreuk kleden en daarmee in sommige gevallen een prijs winnen.
- Traditionele kleding bestaat uit oude kledingstukken, gordijnen, blauwe kielen en zakdoeken met allerlei accessoires. Vooral in het westen van Noord-Brabant ziet men dit in groten getale terug. Bourgondisch carnaval vindt veelal binnen plaats in cafés en in zalen. Daar is het warmer, dus de kleding is ook minder dik en bestaat uit minder lagen. Om van en naar de verschillende feestlocaties te gaan, hebben velen oude jassen aan om het buiten niet koud te krijgen.

##### Rijnlands carnaval
De Rijnlandse variant wordt veelal in Limburg en het zuidoosten van Noord-Brabant gevierd. Het Rijnlandse carnaval in Nederland is een afgeleide van het Keulse carnaval. Het Rijnlands carnaval is een manier van carnaval vieren die zich in de 19e eeuw in steden in het westelijk deel van de latere Duitse deelstaat Noordrijn-Westfalen heeft ontwikkeld. Het centrum van het Rijnlands carnaval is de stad Keulen, die op haar beurt veel elementen uit het Venetiaans carnaval heeft ontleend. In de 19e eeuw werd het carnavalsfeest in het Rijnland een manier om op ludieke wijze te protesteren tegen de imperialistische en protestantse Pruisen die het gebied hadden geannexeerd. Veel van de huidige tradities zijn toen ontstaan.
Het Rijnlands carnaval is in Nederland duidelijk anders dan in Duitsland. In Nederland ligt de nadruk meer op het volkse karakter van het feest, terwijl in Duitsland de grote carnavalsverenigingen hiërarchische bolwerken zijn. In Duitsland is het 18e- en 19e-eeuwse Pruisische militaire uniform nog steeds populair, terwijl dat in Nederland vooral in de Duitse grensstreek het geval is. In Nederland vinden in de carnavalsperiode ook minder bals en zittingen plaats dan in Duitsland. Verder zijn de Nederlandse carnavalsoptochten informeler dan de bekende optochten van Aken, Düsseldorf, Keulen, Mainz en Mönchengladbach. In het algemeen geldt: hoe dichter bij de Duitse grens (Venlo, Sittard, Heerlen, Kerkrade, Vaals), hoe Rijnlandser het carnaval.
- Rijnlandse carnavalsfeesten worden gedomineerd door carnavalsverenigingen, met een soms lange traditie. Binnen sommige verenigingen worden functies van vader op zoon doorgegeven. Deze verenigingen, waarvan er soms meerdere per stad of dorp zijn, hebben elk een eigen prins en raad van elf, presenteren hun eigen praalwagens in de (gezamenlijke) optocht, en organiseren voorafgaand of tijdens het carnaval hun eigen feesten voor leden en niet-leden.
- Het Rijnlands carnaval kent traditioneel drie kleuren, die men tijdens het carnaval overal terugziet: rood, geel en groen.
- Traditionele carnavalskleding bestaat uit uitgebreide kostuums (pekskes). Sommigen kopen een thematisch kostuum kant-en-klaar in een feestwinkel, anderen maken hun kostuums zelf. Sommige carnavalsvierders besteden veel tijd en geld aan een origineel kostuum. Omdat het Rijnlands carnaval deels in de openlucht plaatsvindt, is de carnavalskleding vaak warmer. Een deelnemer aan het Rijnlands carnaval in Limburg zal niet snel een jas over zijn of haar pekske dragen; hooguit warme kleding eronder. Tot de jaren '50/'60 waren maskers populair in Limburg; de maskers zijn vervangen door schmink.
- In de aanloop naar carnaval worden in veel plaatsen zogenaamde Oudewijvenbals gehouden. Bij deze traditie zijn de kroegen en de straten bevolkt door mannen (en vrouwen) die zich als oud wijf verkleden. Niet-verklede mannen en vrouwen die zich tijdens het bal op straat wagen lopen gevaar vernederd en weggejaagd te worden. Tot de ingeburgerde tradities op deze dag behoort soms het afknippen van stropdassen (soms ook schoenveters) bij de mannen. Deze traditie is met name in Zuid-Limburg wijdverbreid. Een bekend ouwwieverbal vindt plaats in Valkenburg. In Venlo heet deze traditie Truujendaag, een naam die vermoedelijk is afgeleid van de legendarische stadsfiguur Gertruid (Truuj) Bolwater, die bij een belegering van de stad het vijandige vaandel buit maakte.
- Op Aswoensdag wordt er in veel lokale cafés het herring-schelle (haringhappen) georganiseerd.
- Op elfde van de elfde vindt in Limburg een groot volksfeest plaats, dat tienduizenden bezoekers uit heel Limburg trekt. Dit volksfeest, uitgezonden door L1 en georganiseerd door de Sjeng Kraft Kompenei, vond oorspronkelijk in Maastricht plaats, maar is in 2022 verplaatst naar Roermond, omdat in Maastricht te weinig ruimte was voor het aantal bezoekers.

Overeenkomsten
- Bij zowel het Rijnlands als het Bourgondisch carnaval speelt de elfde van de elfde een belangrijke rol. In Brabant worden op die dag om 11:11u de nieuwe carnavalsmotto's bekendgemaakt. In veel Limburgse plaatsen worden op dat moment de eerste vergaderingen van de Raden van Elf gehouden, ter voorbereiding op de komende carnaval. De uitvoering van 11e van de 11e is wel anders, in Limburg is dit op een groot plein als volksfeest.
- Bij carnaval ontvangt de Prins Carnaval op de eerste dag van het carnaval de symbolische sleutel van de stad/dorp uit handen van de burgemeester; die drie dagen lang 'de macht' aan hem overdraagt.
- In veel plaatsen worden grote carnavalsoptochten gehouden met praalwagens, georganiseerd en gemaakt door de carnavalsverenigingen, vaak met een bepaald thema.
- Een herkenbaar fenomeen tijdens het carnaval is de aanwezigheid van Prins Carnaval en zijn gevolg, de Raad van Elf. De opmaak van dit gevolg verschilt per regio, de Prins en nar zijn echter vrijwel universeel.
- Betogen in het plaatselijke dialect worden in beide vormen gehouden. In Brabant wordt deze persoon een tonpraoter of sauwelaar genoemd, en zit ook daadwerkelijk in een ton, in Limburg spreekt men van een buuttereedner en in Zeeland een ouwoer. Allen houden een cabaretesk betoog in dialect, waarin allerlei actuele zaken de revue passeren. Vaak worden daarbij lokale situaties en bekendheden uit de lokale en regionale politiek op de korrel genomen. Deze traditie komt uit het Rijnlandse Carnaval, waar Büttenredners (letterlijk vertaald: tonpraters) een vergelijkbare rede houden.
- Bij het Bourgondische carnaval is het gebruikelijk dat zogenaamde dweilorkesten de muziek in de cafés en feestzalen verzorgen. In Limburg treden deze kapellen (Zate Hermenie of Joekskapel genoemd) voornamelijk in de buitenlucht op; dit in navolging van de Maastrichtse zate hermeniekes, die voorgaan in het straatcarnaval.

###### Afgelastingen
In januari 1991 werd de carnavalsviering van dat jaar grotendeels afgelast. Vanwege de Eerste Golfoorlog in Irak vond men het ongepast om uitbundig feest te gaan vieren.
In 2016 en 2020 werd de viering van het carnaval geteisterd door slecht weer. In 2016 stormde het op de carnavalsmaandag en in 2020 op zaterdag en zondag. In beide jaren moesten hierdoor diverse carnavalsoptochten worden afgelast.
In 2021 werd ook geen carnaval gevierd, vanwege de in het voorgaande jaar uitgebroken coronapandemie. Het carnaval van 2020 bleek achteraf een grote verspreider van het virus te zijn geweest.

### België

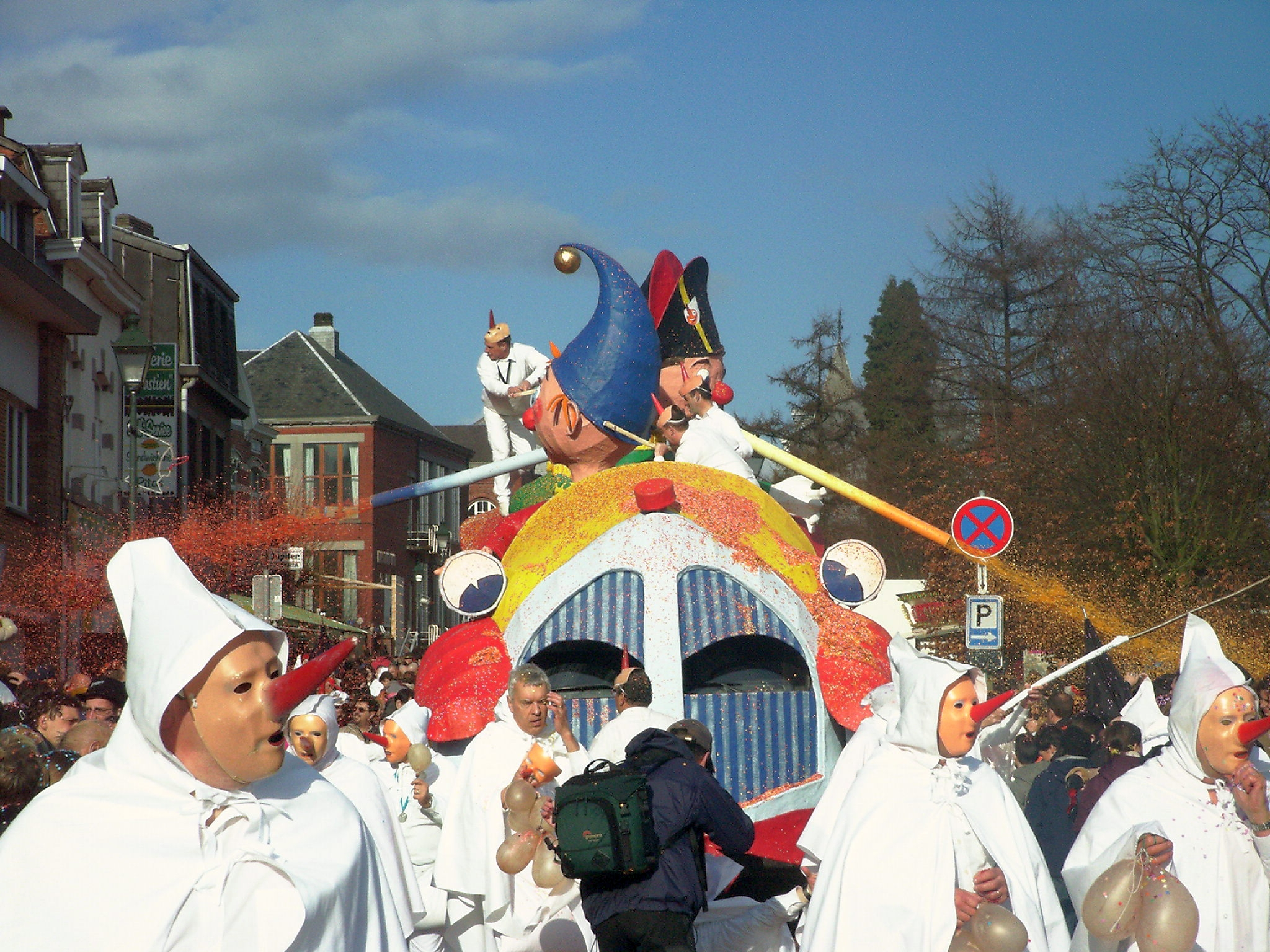
De Blancs-Moussis in Stavelot

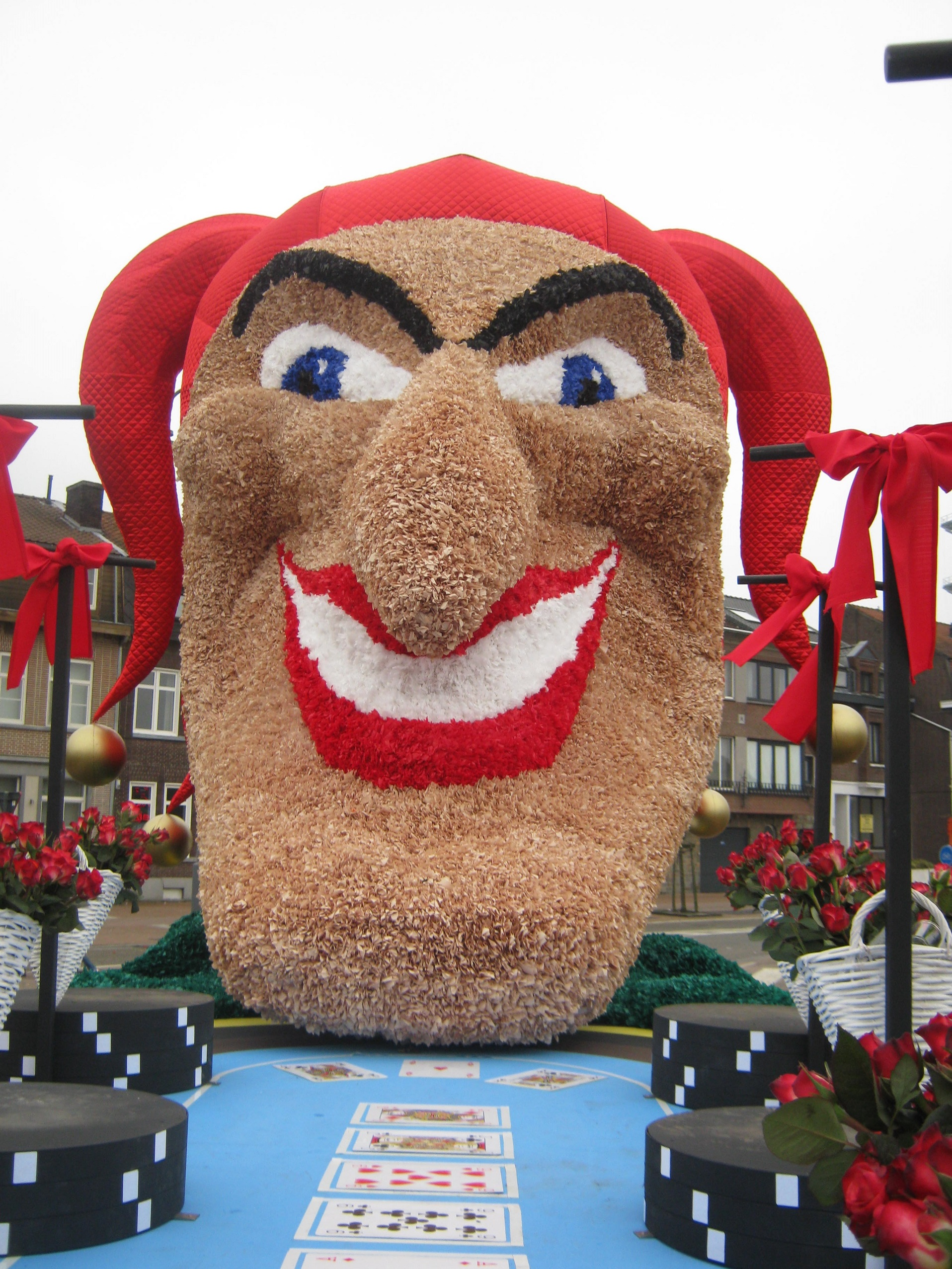
Maaseikse prinsenwagen van 2013

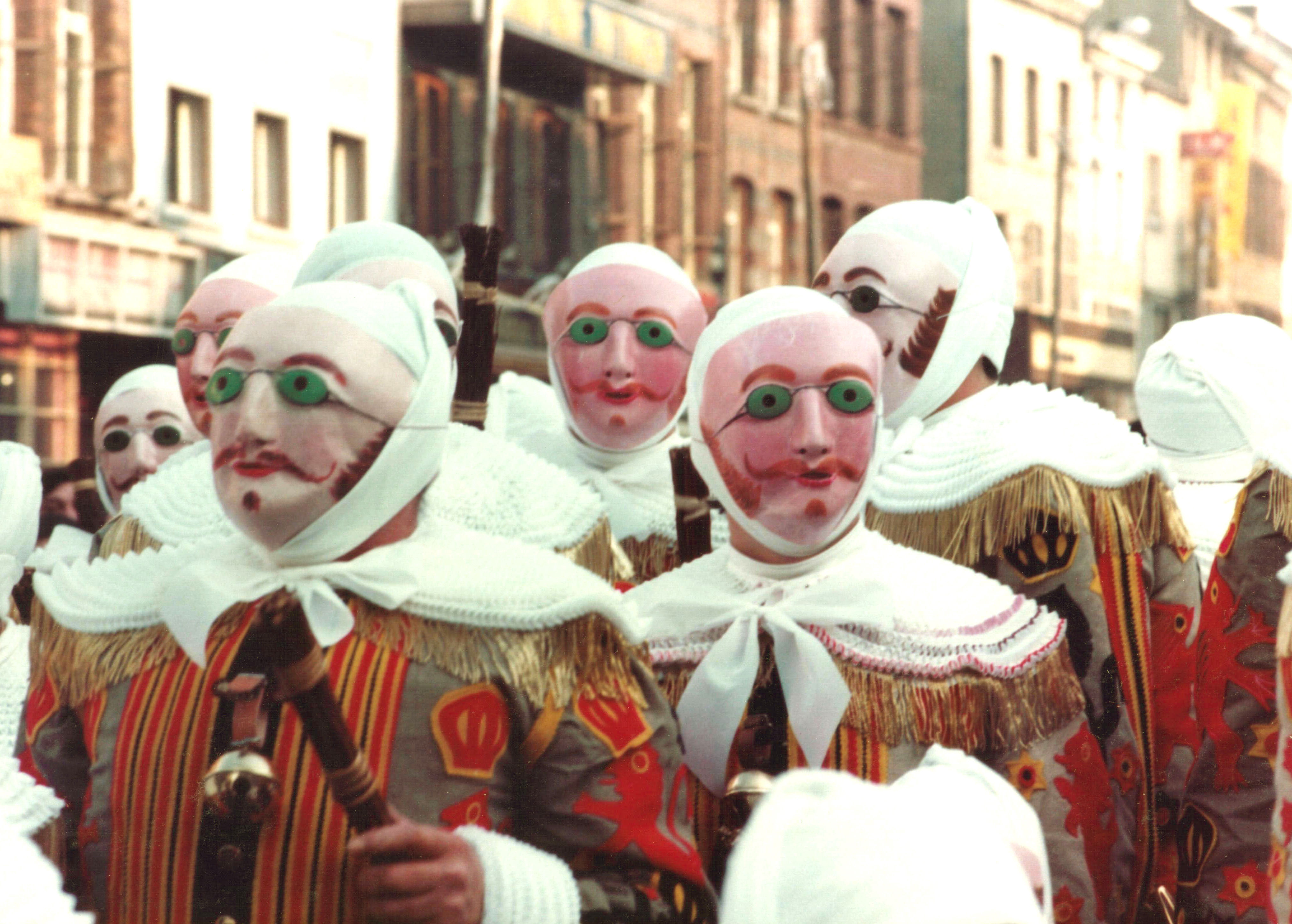
De historische Gilles van het carnaval in Binche

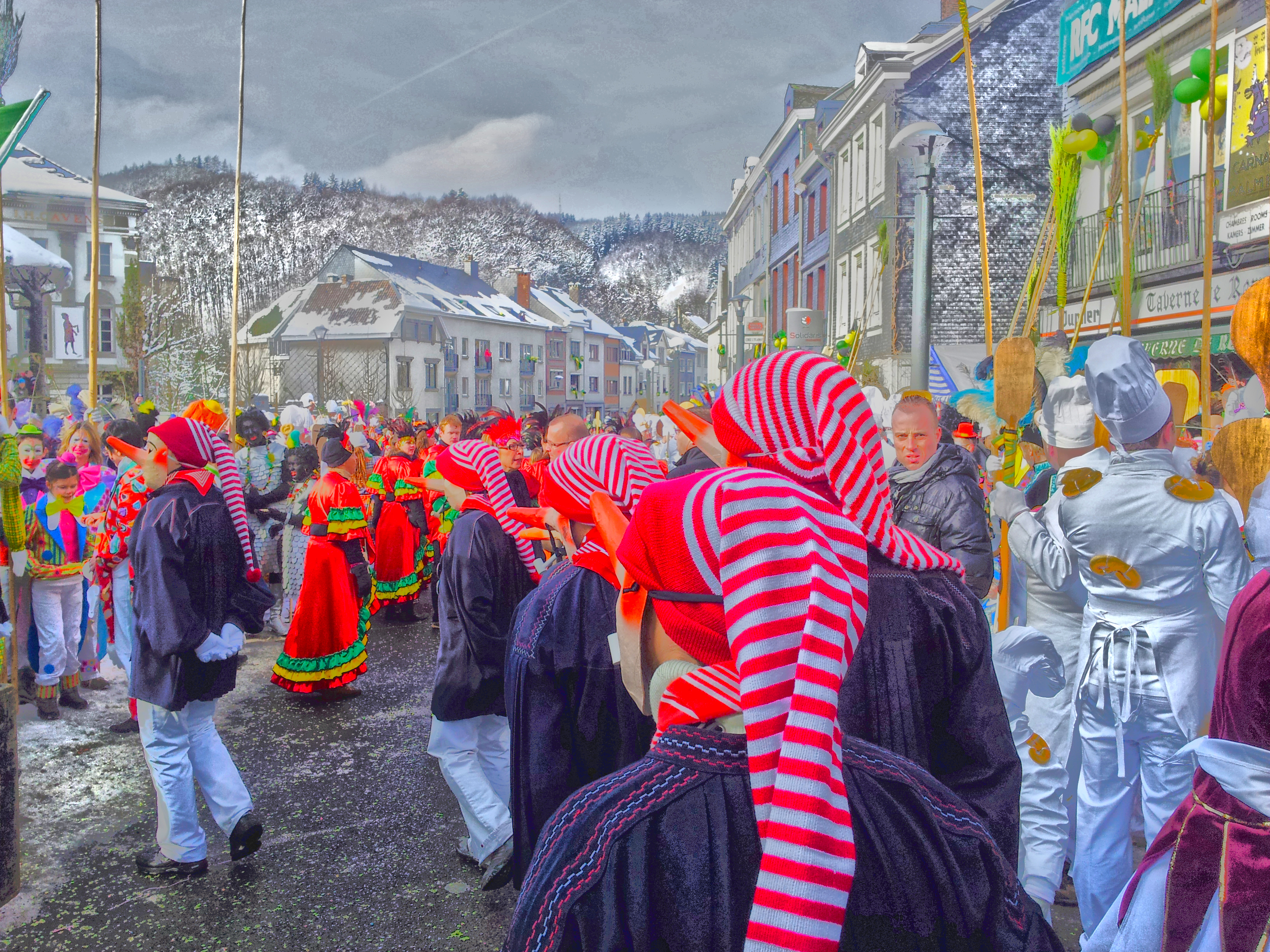
Zondag, Cwarmê van Malmedy

In België wordt carnaval op vele plaatsen gevierd. Dit gebruik bestond al in de late middeleeuwen (Bourgondisch carnaval).
In Henegouwen dateert de carnavalstraditie minstens van de 14e eeuw. Er zijn echter steden waar het niet meer bestaat, zoals in Gent, Antwerpen centrum en Brussel. Carnaval wordt gevierd op zondag en maandag of soms van zondag tot woensdag. In sommige steden vindt op woensdag een 'popverbranding' plaats. Er lopen tijdens carnaval soms wel 70 groepen door de straten. Traditioneel krijgt Prins Carnaval tijdens carnaval symbolisch de macht over de stad. Als een prins driemaal wordt verkozen, wordt hij in sommige steden keizer. In Aalst was er een keizer, Kamiel Sergant, tot zijn overlijden op 3 juni 2021. Deze zit dan soms ook in de Raad van Elf.
De oudste georganiseerde moderne carnavalsstoet van Vlaanderen (sinds 1865) is de Halfvastenstoet van Maaseik in de provincie Limburg. Een andere oude stoet is die van Herenthout in de provincie Antwerpen (sinds 1892). De Herenthoutse carnavalsstoet is gegroeid vanuit het theater en is zich verder blijven profileren als een van straattoneel en dansen. Dit in tegenstelling tot de eerder passieve voorbijtrekkende optochten met het accent op rijkelijk uitgedoste deelnemers en praalwagens. In 1978 bevestigde minister Rika De Backer van Nederlandse cultuur dat Herenthout de oudste georganiseerde Vastenavondstoet van België heeft tot het tegendeel wordt bewezen. Op zondag 9 maart 1851 trok de eerste carnavalsstoet door de straten van Aalst. Dit wordt echter niet erkend omdat dit geen georganiseerde stoet was. Een georganiseerde stoet was er pas in 1923 te Aalst.
In Vlaanderen viert Limburg het Rijnlands carnaval, zoals in Duitsland, maar het grensgebied van Oost-Vlaanderen en Vlaams-Brabant kent een meer anarchistisch straatcarnaval met als goed voorbeeld Aalst.
Het carnaval in Aalst geldt als grootste carnavalsevenement in Vlaanderen. Aan de Aalsterse zondagsstoet nemen meer dan 70 plaatselijke groepen deel, met elk jaar een ander lokaal, nationaal of internationaal thema dat ze hekelen met praalwagens. Losse groepen haken in op de allerlaatste actualiteit. De dinsdag is er een Voil-Jeanettenstoet: in vrouwenkleren gestoken mannen met kinderkoets, kapotte paraplu en haring in een vogelkooi zijn dan meester van de straat. Elk jaar verschijnen verscheidene cd's met liedjes in het Oilsjters (Aalsters) dialect. Sinds 2010 is het carnaval van Aalst opgenomen in de Lijst van Meesterwerken van het Orale en Immateriële Erfgoed van de Mensheid van de UNESCO. Na controverse over een praalwagen met stereotypen van joodse mensen werd er een procedure gestart om het carnaval van de lijst te verwijderen. In december 2019 liet de stad Aalst daarna weten zelf van de UNESCO-lijst geschrapt te willen worden, wat niet mogelijk blijkt.
Ook in Dendermonde, Lede, Ninove en Halle wordt carnaval uitbundig gevierd. In Ninove is het carnaval exact één week na Aalst en tijdens de vierdaagse van het carnaval staat er ook een kermis. Het carnaval loopt door het kermisgebied. In Halle vindt carnaval plaats met Laetare of Halfvasten. In tegenstelling tot elders kiest men in Halle geen Prins Carnaval maar een prinsenkoppel (prins + prinses carnaval).
In Limburg worden stoeten georganiseerd van zaterdag voor carnaval tot en met paasmaandag. Vooral in het Maasland, van Kessenich tot Lanaken wordt het carnaval uitbundig gevierd. Reeds vanaf 11/11 tot en met half vasten vinden wekelijks vele carnavalsactiviteiten plaats doorheen het Maasland. Bijna ieder kerkdorp heeft er z'n raad van elf, prins en ook optocht. In Lanaken heerst er overigens nog het echte straatcarnaval. Op zaterdag is er het aaijdwieverbal, op carnavalszondag trekt de optocht door het centrum, maandag en dinsdag is er het onvervalste Laoneker straatcarnaval met als apotheose de heksverbranding op kerkplein om 23:11 uur. Tot slot vindt op woensdag in alle cafés het haringhappen plaats.
Het in Midden-Limburg gelegen Diepenbeek kent al sinds lang een naar de Duitse Orde verwijzende carnavalsvereniging de Orde van de Teutonische Ridders met een uitgebreid programma van oktober tot maart.
In Noordwest-Limburg kent de gemeente Leopoldsburg een jarenlange carnavalstraditie, met invloeden uit het hele land. Als militaire gemeente kwamen de bewoners uit alle windstreken van België. Het opgerichte carnaval kende dan ook een mengelmoes van allerhande tradities uit alle vormen van het carnaval. Sinds 2002 werd echter een nieuwe comité, een raad van elf, opgericht dat zicht meer ging richten op het Rijnlands carnaval. Onder invloed van ‘Kamp Karnaval 2002’ verzamelden alle carnavalsgroepen zich om jaarlijks één ‘stads’-prins aan te stellen die regeert over de garizoenstad Leopoldsburg.
Een andere traditie die al jaren plaatsvindt aan de Maaskant, is het uitbrengen van een cd met 20 carnavalsnummers in het plaatselijke dialect. Op deze cd, genaamd Vastelaovend aan de Maaskant, staan 20 zangers en groepen uit heel het Maasland. De cd-voorstelling vindt ieder jaar in een ander Maaslands kerkdorp plaats.
In het Oost-Vlaamse Ronse wordt op de zaterdag na Driekoningen de Bommels gevierd, waarvan de wortels getraceerd kunnen worden tot in de middeleeuwen. Het carnaval in het naburige Zottegem wordt gevierd op de eerste zaterdag van het nieuwe jaar, behalve als die op 1, 2, 3 of 4 januari valt. Zottegem Carnaval vindt zijn oorsprong in vroegere driekoningenvieringen.
In West-Vlaanderen zijn er in  Blankenberge, Heist, Oostende, Torhout en Veldegem  ook carnavalstoeten.
In de provincie Antwerpen zijn er op diverse data carnavalstoeten in het Antwerps district Ekeren, in Mortsel, Mechelen, Boom, Herenthout, Aartselaar en Willebroek. In de Kempen is er een stoet in Weelde, Balen, Rijkevorsel, Vosselaar, Geel en Essen.
In Wallonië is Binche de carnavalsstad. De Gilles en hun traditionele kostuums met witte pluimen zijn wereldvermaard. Lange tijd dacht men dat het carnaval voor het eerst in 1549 georganiseerd werd door Maria van Hongarije ter ere van een bezoek van haar broer keizer Karel V en zijn zoon Filips II, maar deze theorie is niet langer houdbaar, want er zijn al verwijzingen naar een carnaval in Binche in 1395. Sommige verwijzingen naar de Nieuwe Wereld vinden mogelijk wel hun oorsprong in de feestelijkheden die Maria destijds in haar paleis inrichtte. Hovelingen zouden zich toen hebben verkleed als indianen, ter ere van de veroveringen van Francisco Pizarro op de Inca's. In 2003 plaatste de UNESCO het carnaval van Binche op de Lijst van Meesterwerken van het Orale en Immateriële Erfgoed van de Mensheid. Stavelot is bekend van de Blancs-Moussis (Laetare) en Malmedy is bekend van de Haguètes (Cwarmê).

### Duitsland en Zwitserland

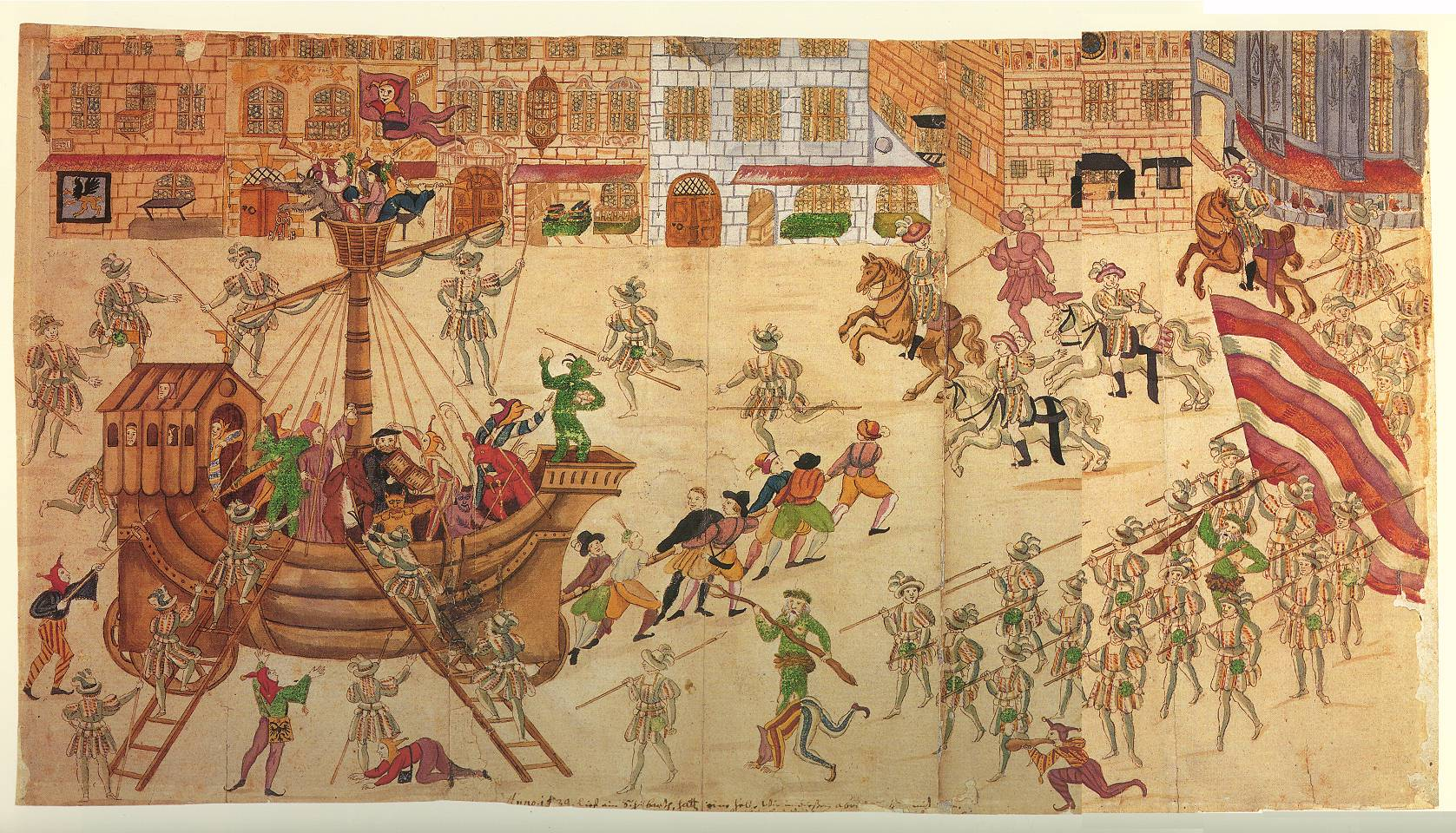
Schermbartlauf in Neurenberg, ca. 1540 - 1800

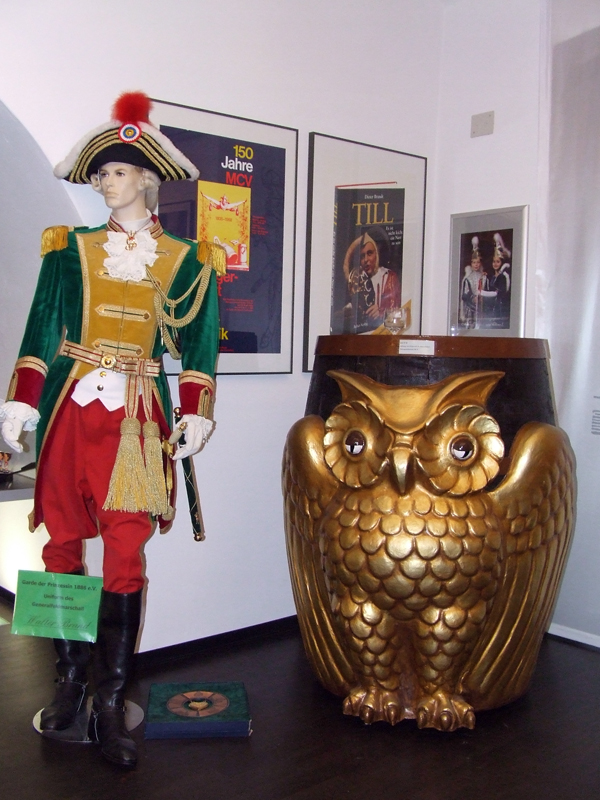
Uniform van de Generalfeldmarschall der Garde der Prinzessin (1886) en een Bütt (biervat, zie ook tonpraten) uit Mainz

In verschillende delen van Duitsland, zoals in het Rijnland wordt carnaval (Fastelovend) gevierd. Ook daar vindt men de typische verschijnselen zoals buutreders (redenaars die staan of zitten op of achter een Bütt, gewoon Duits: Bottich = biervat), zittingen, optochten, verklede mensen en bier. De optochten vinden meestal op Rosenmontag plaats.
Bekende carnavalssteden zijn Aken, Düsseldorf, Duisburg, Keulen, Krefeld en Mainz; kortom in de ruime regio rondom de Rijn wordt het Carnavalsfeest gevierd. Münster heeft op Rosenmontag een grote optocht, waaraan ook wagens en groepen uit Twente deelnemen die op de zaterdag ervoor aan de optocht in Losser deelgenomen hebben. Deze optocht wordt ook in samenwerking met het overkoepelend lossers carnavals orgaan de gaffel aoskes georganiseerd.
In Zuid-Duitsland waar het feest (Fasching) ook uitbundig gevierd wordt, bestaat een aantal specifieke, alemannische carnavalstradities. Hier, met name in het Zwarte Woud en in de stad Neurenberg, zien we, evenals in het aangrenzende Zwitserland, o.a. met grote koebel, en uitgeruste, duivelachtige figuren (Scheller). Deze figuren gaan mogelijk terug op oude, voorchristelijke vruchtbaarheidsriten (zie ook Kukeri en Krampus, met resp. koebel en ketting). Opvallend in de alemannische Fasching zijn de Gugge- of Gugga-blaaskapellen, bestaande uit gemaskerde muzikanten, die a-harmonisch,  schijnbaar vals spelen, maar toch een ingewikkelde partituur volgen, gebaseerd op oude tradities.
Traditioneel is de Altweiberfassnacht, op donderdag voor carnaval, waarbij de vrouwen uitbundig feestvieren, en als ze de kans daartoe krijgen, met een schaar de stropdas afknippen van mannen die er een dragen.

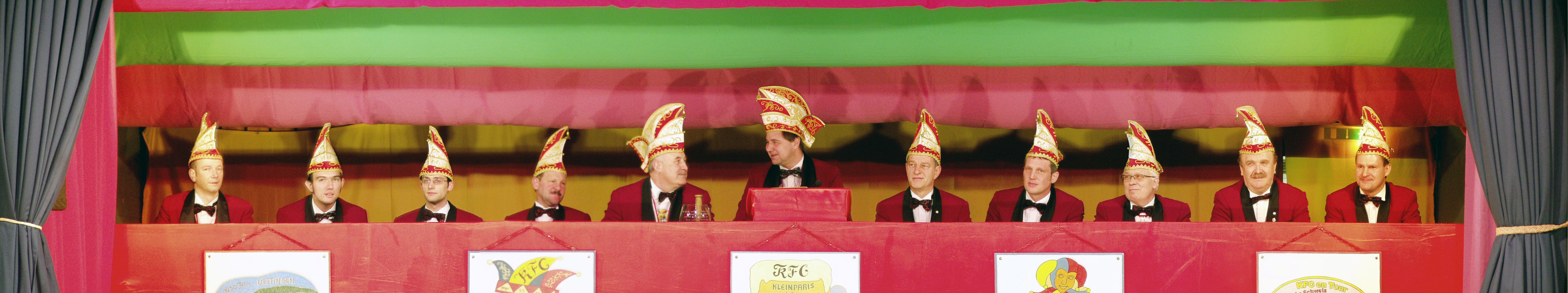
De Raad van Elf van de Kleinpariser Faschings-Club Uettingen
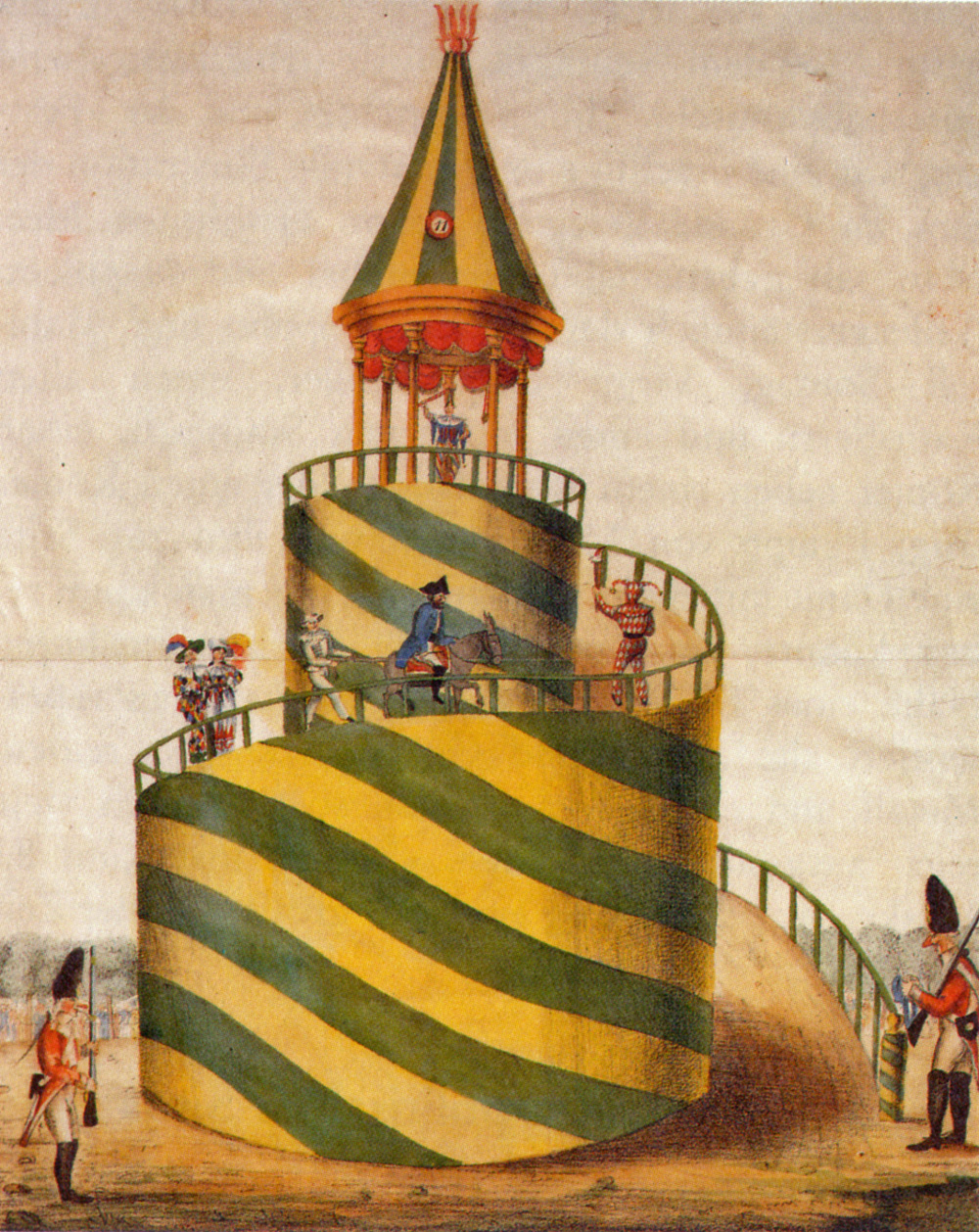
Maskenzug – Der babylonische Turm, een van de eerste carnavals van Keulen, 1828
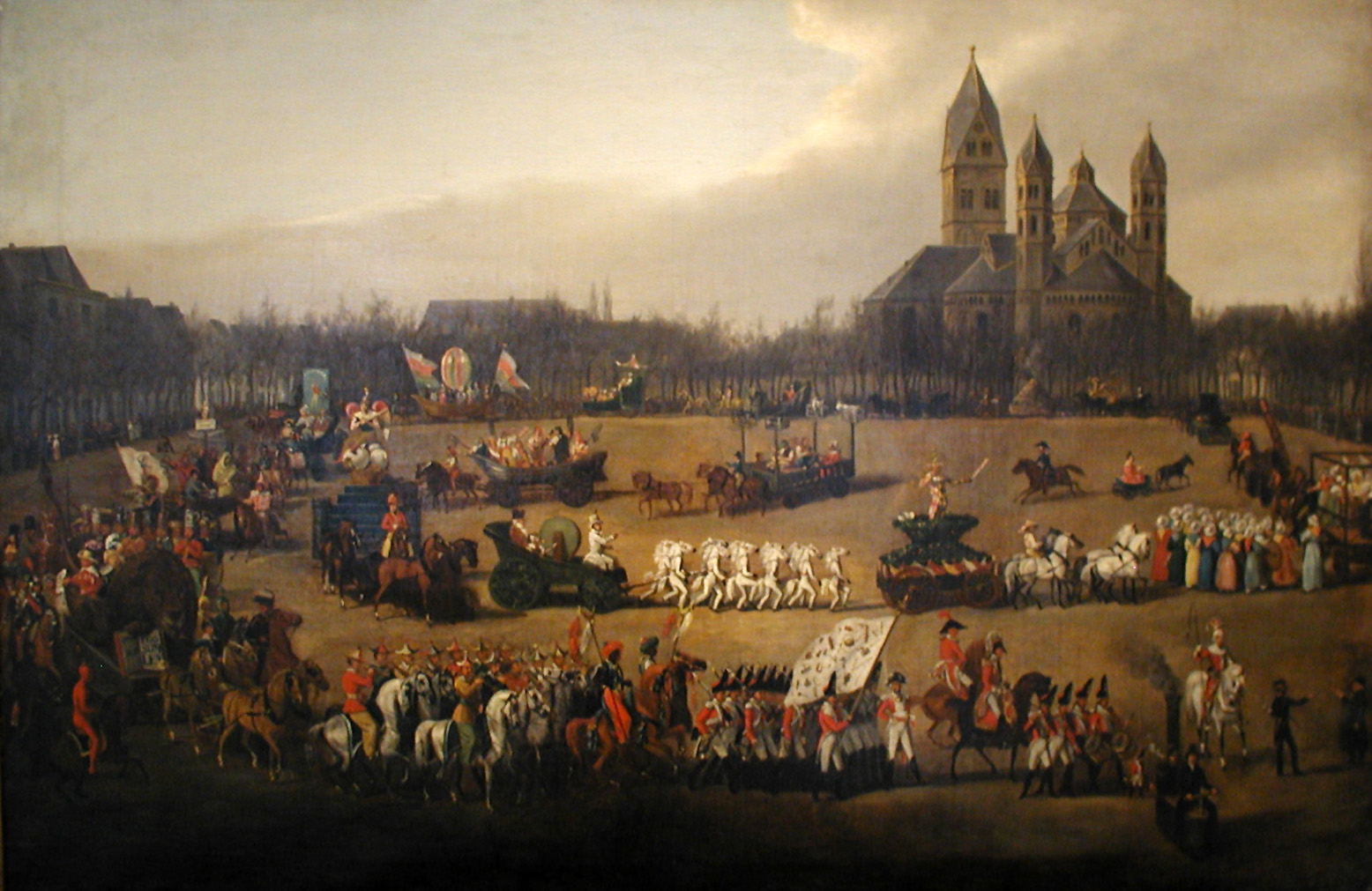
'Rosenmontag' op de Neumarkt in Keulen, 1836
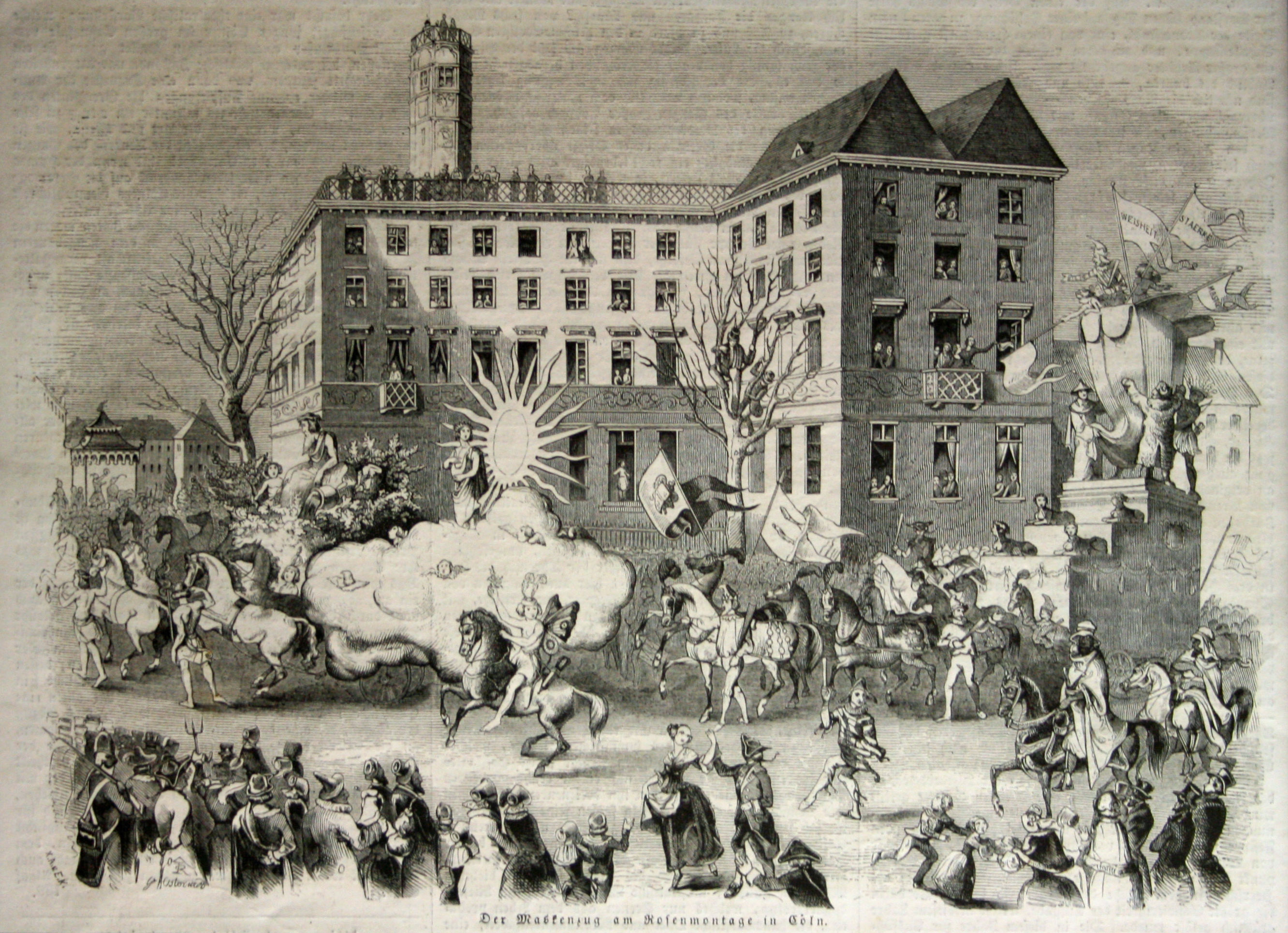
Maskenzug in Keulen, 1846
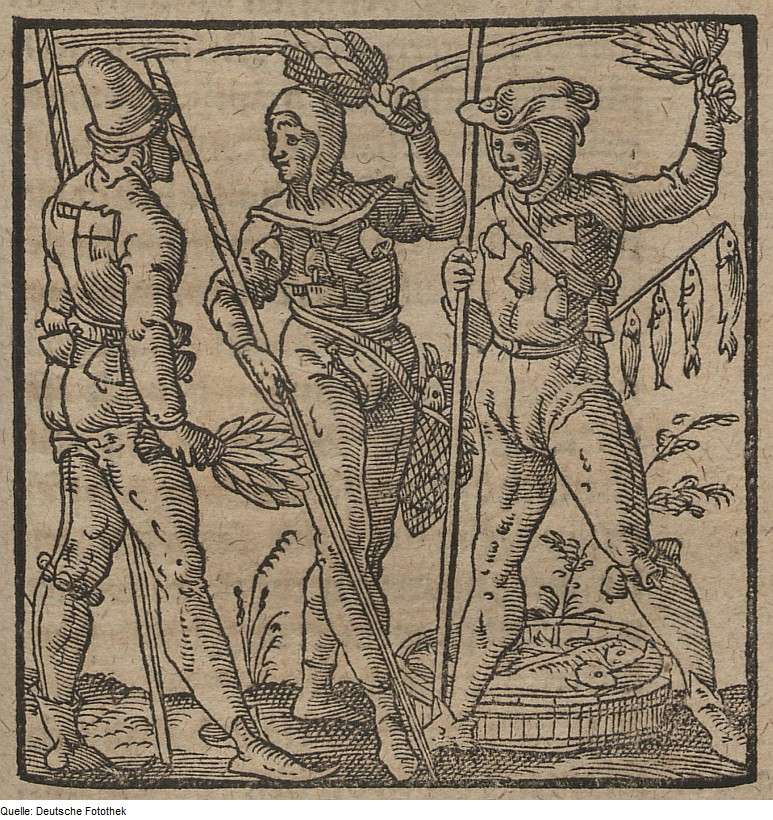
Fastnacht, de kostuums zijn versierd met o.a. koebellen, 1591
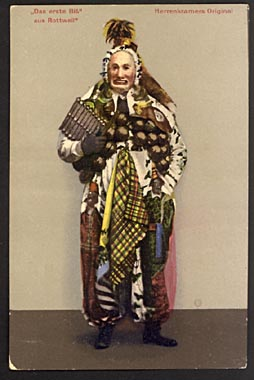
Figuur met vele bellen op een ansichtkaart uit 1900
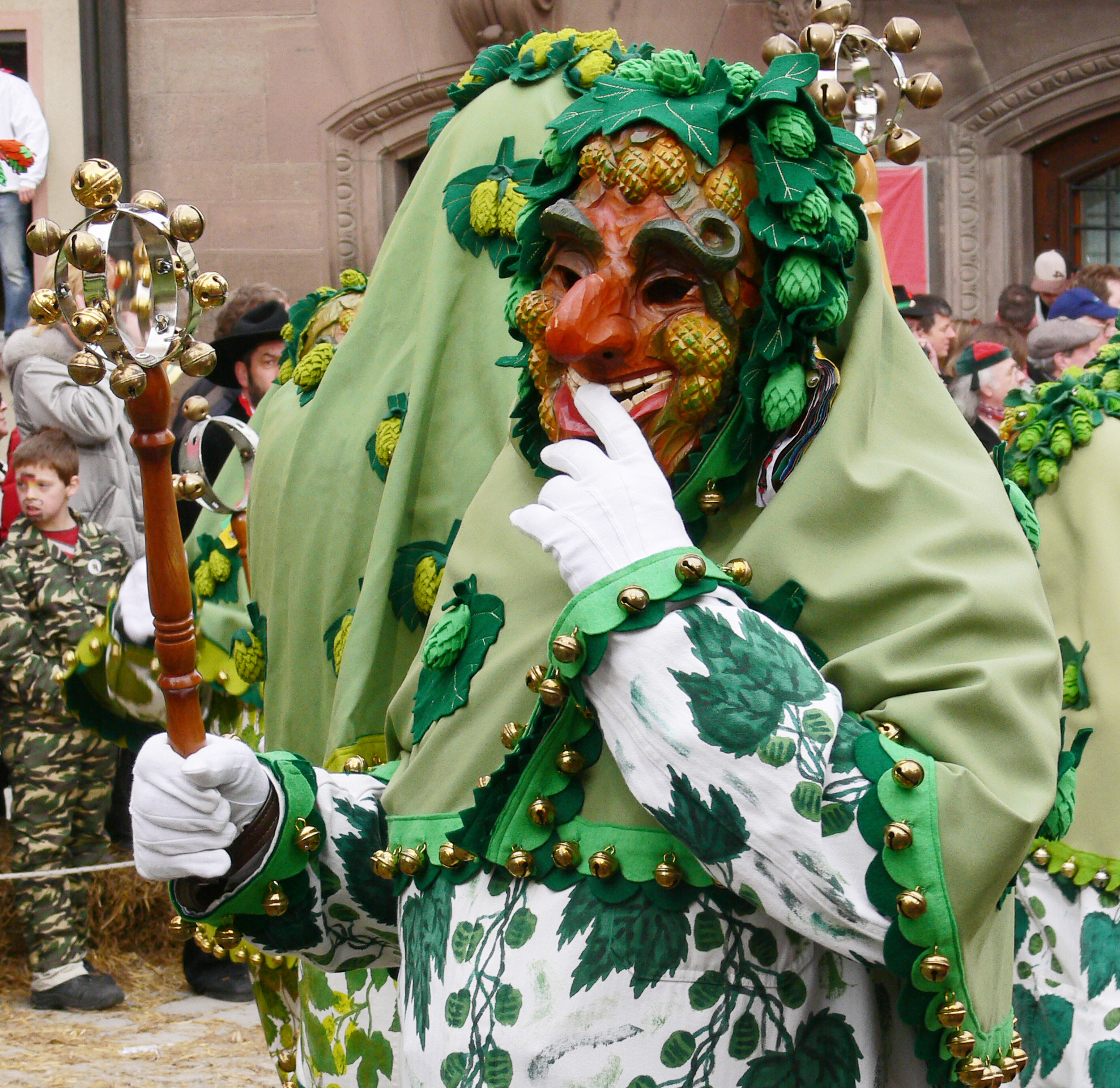
Nar met vele bellen
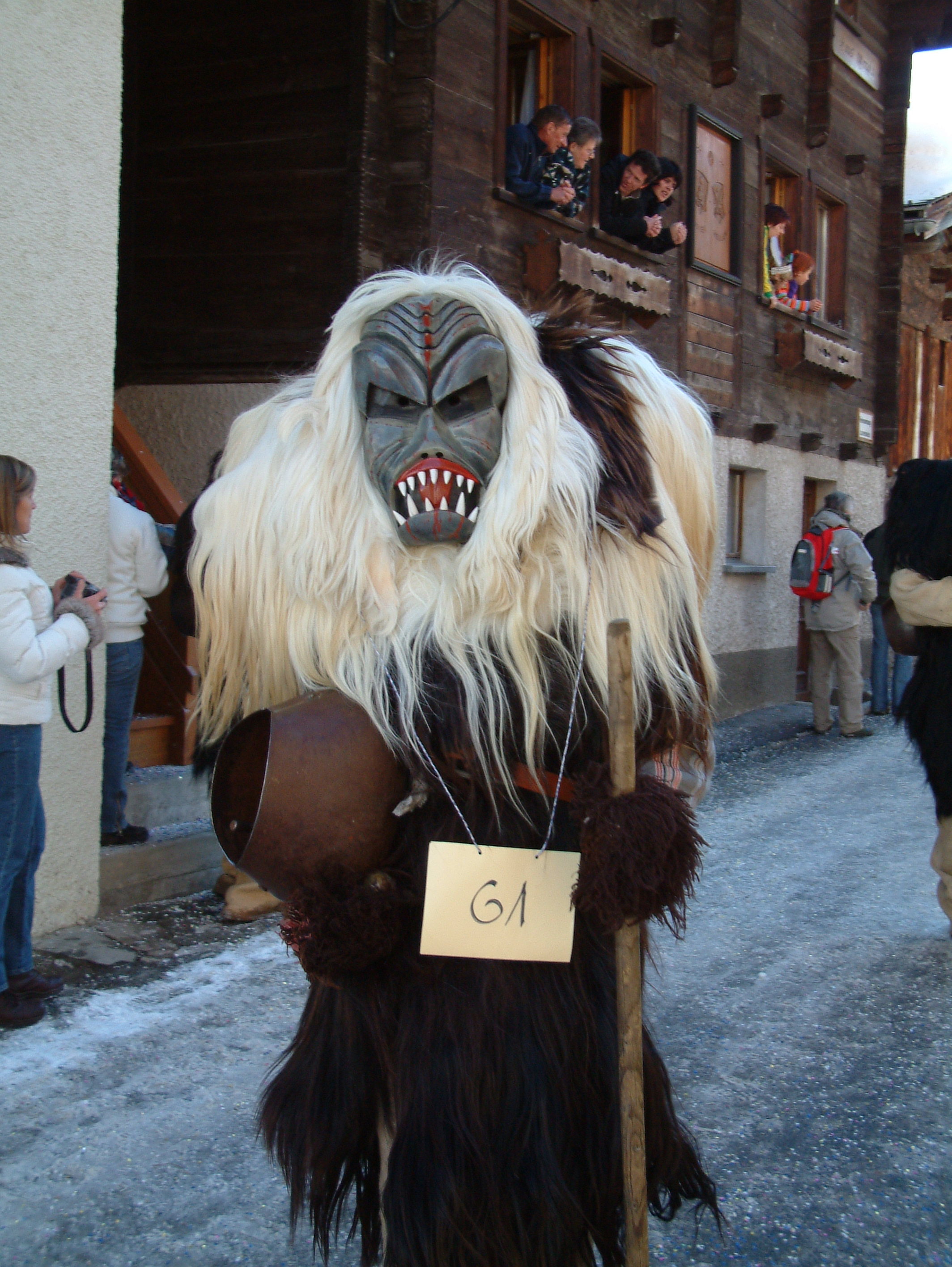
Tschaggatta met dierenhuiden, masker, staf en koebel, Zwitserland
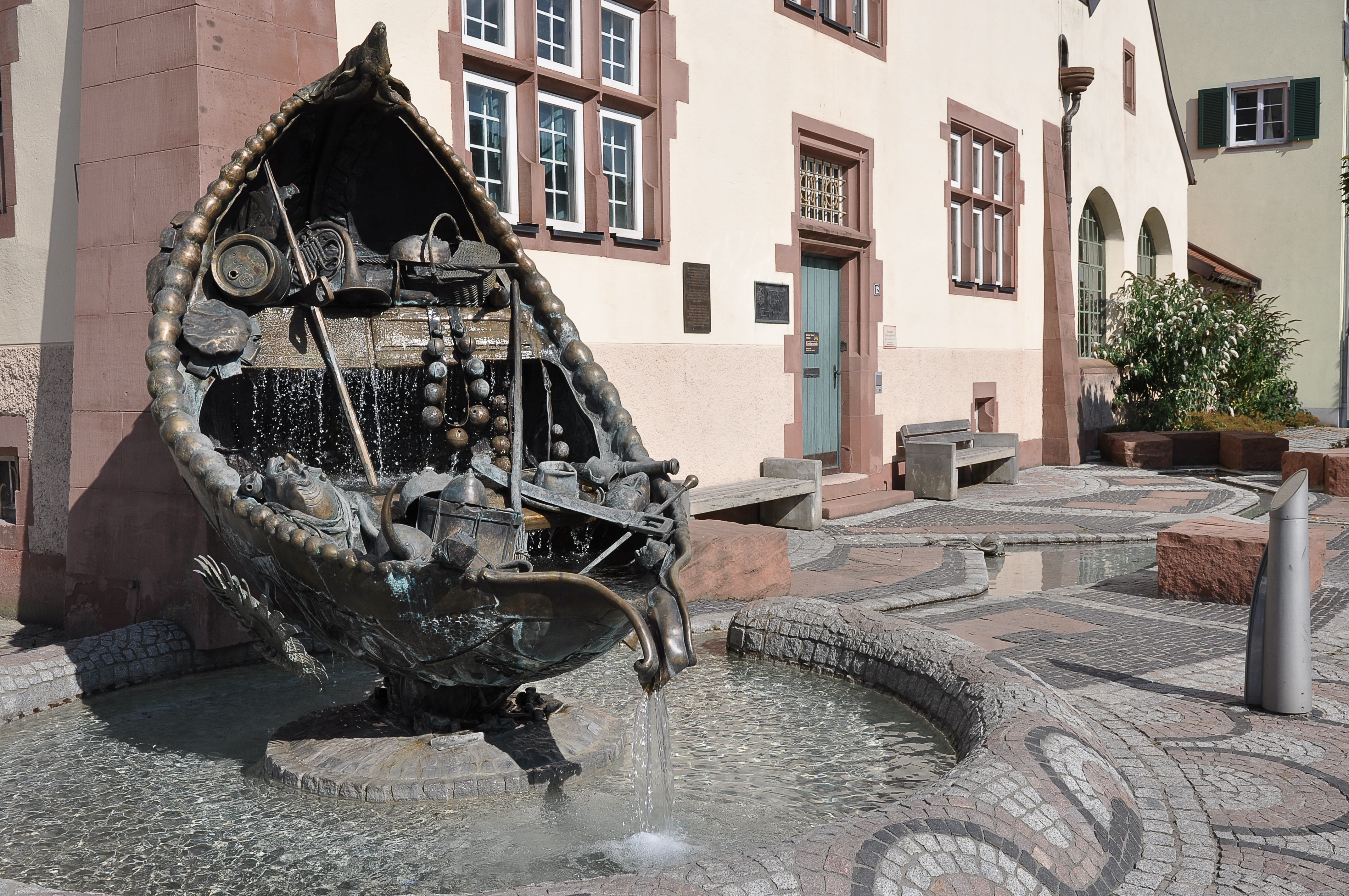
Narrenschip, symbool voor Bräunlingen (gestrand bij het Gildehuis)
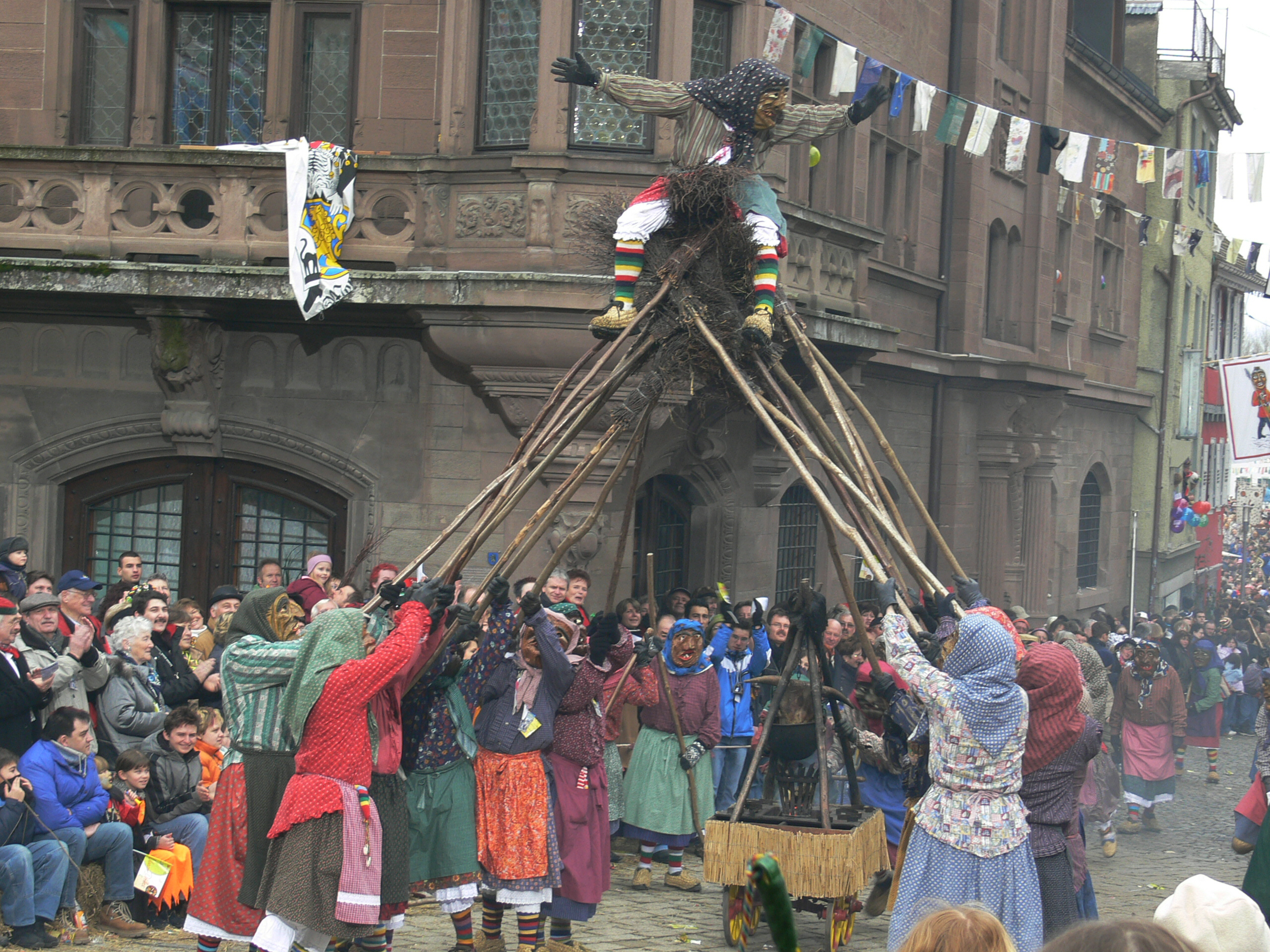
Narrensprong van een heks op de bezems
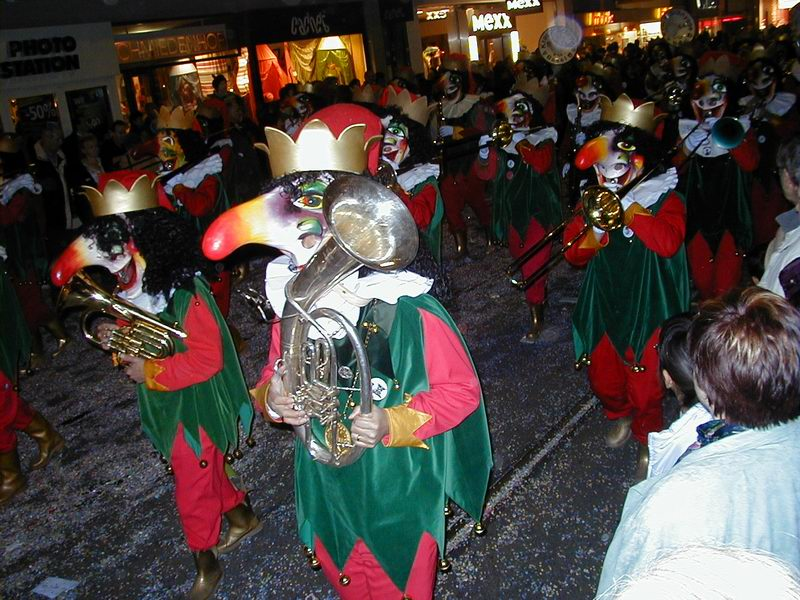
Gugge- of Gugga-muziekkapel, Basel (CH)
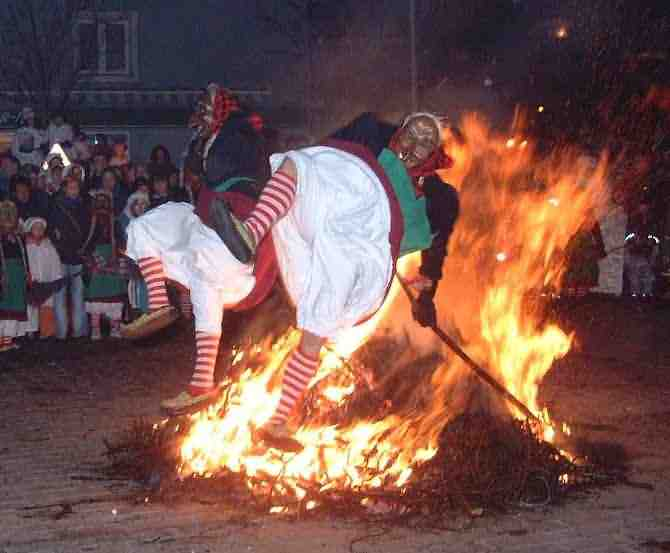
Heksensprong over het vuur
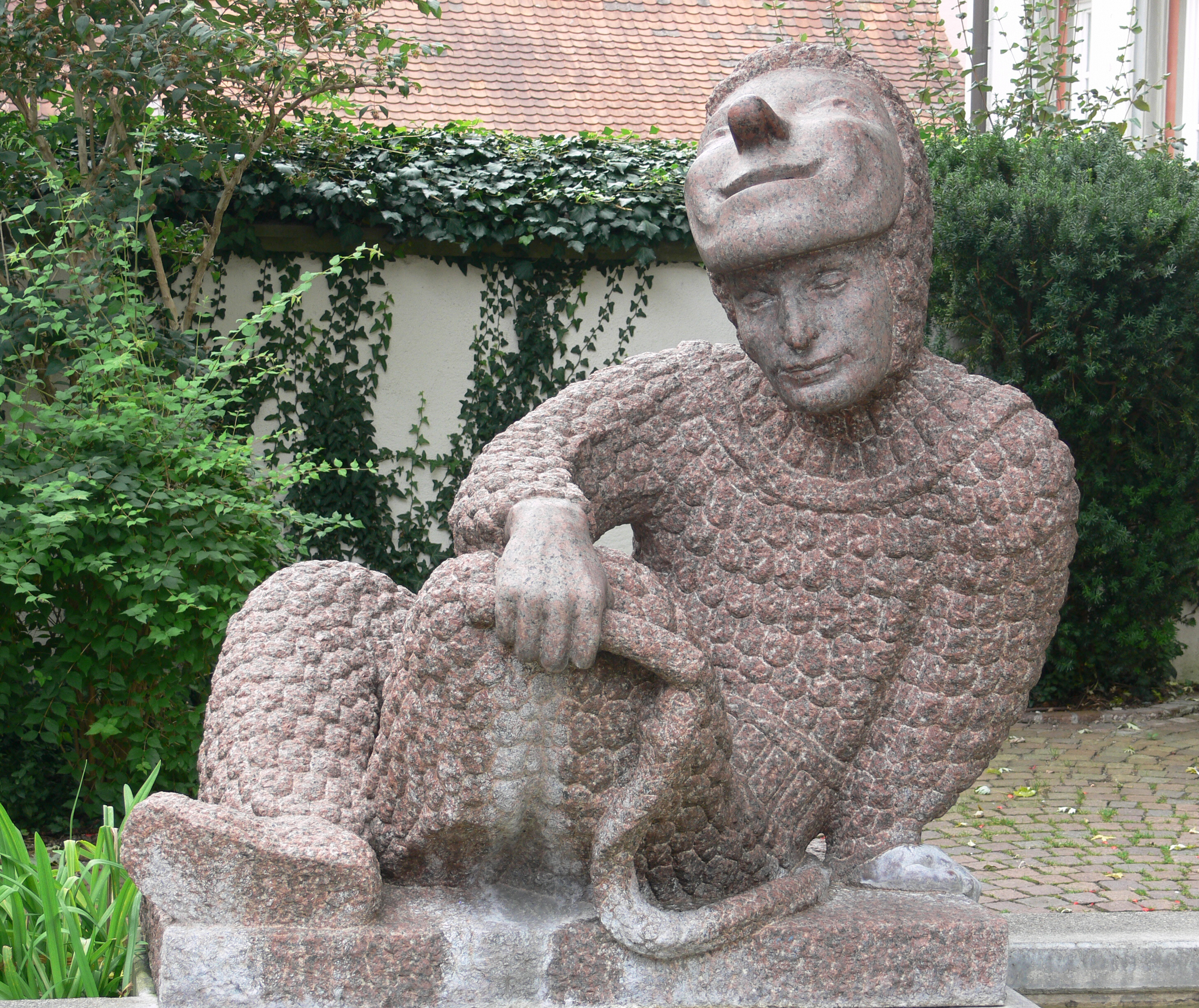
Standbeeld van een Plätzler in Weingarten
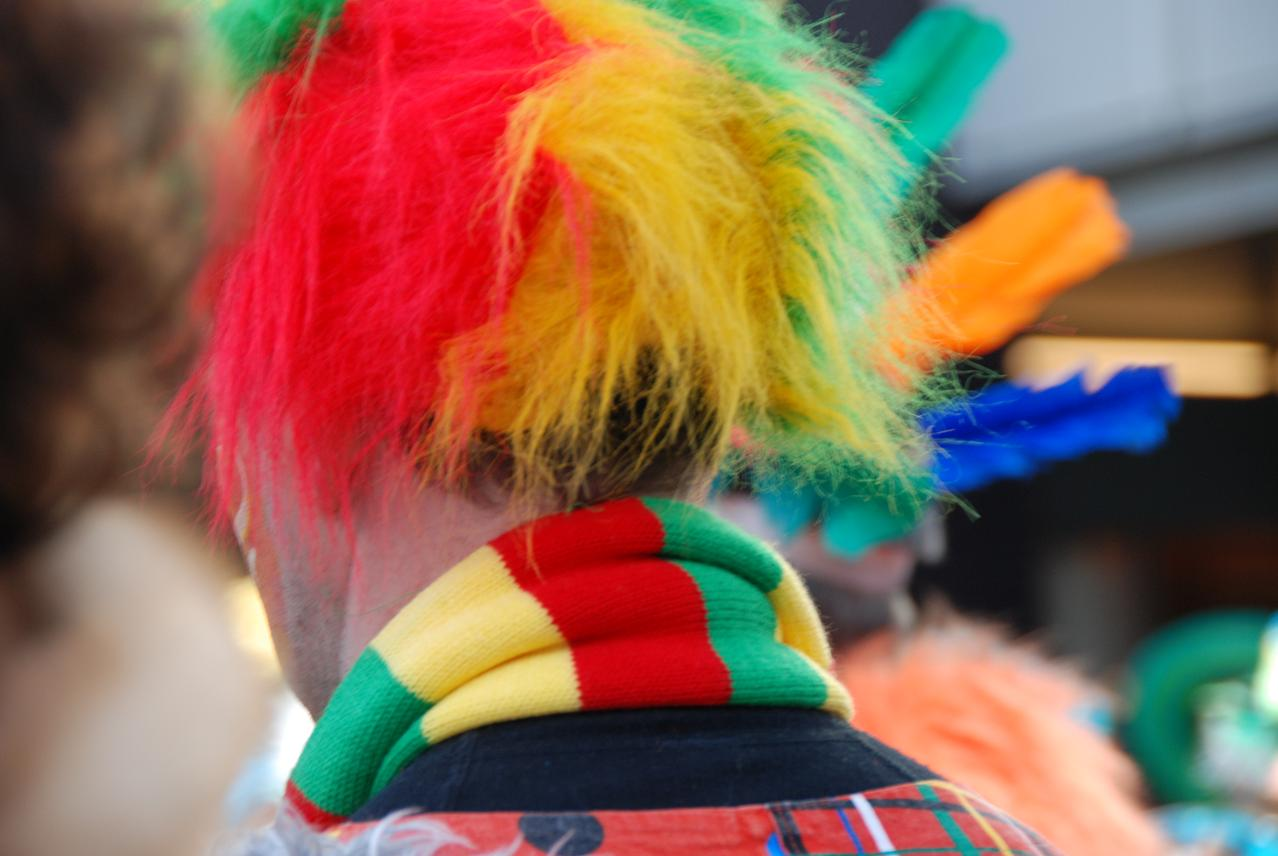
Rood, geel, groen is de kleur van 'vastelaovend'.

### Oostenrijk

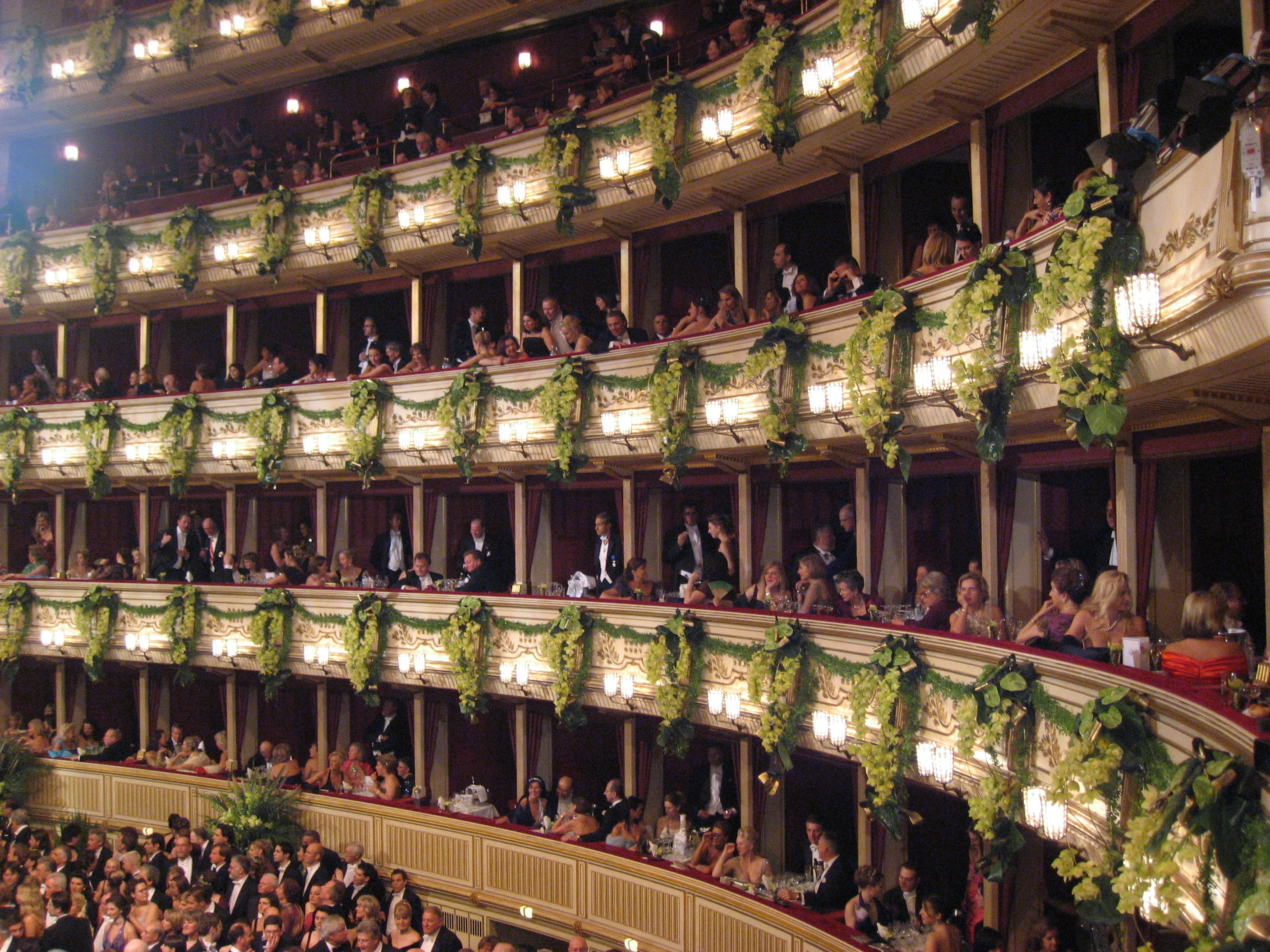
Met bloemen versierde Weense Staatsopera tijdens de Opernball

Het carnaval in Oostenrijk, Fasching genoemd, heeft geheel eigen gebruiken. In dat land is het carnavalsseizoen de tijd van de bals, met name in Wenen. Elke beroepsgroep heeft zijn eigen dansfeest, zoals het Zuckerbäckerball, Jägerball of het Schulwartenball. Hoogtepunt is het Opernball. Het is het bal van de kunstenaars van de Weense Opera, en tegelijkertijd het bal van iedereen die belangrijk is in Oostenrijk. Er komen zo'n 12.000 bezoekers. Het Opernball wordt live uitgezonden door de ORF, het Bayerisches Fernsehen en 3sat. Het kan op hoge kijkcijfers rekenen. De president van Oostenrijk is aanwezig en heeft regelmatig staatsgasten bij zich. Opvallend is dat iedereen zeer klassiek gekleed gaat. Het feest wordt geopend door debutanten waarbij de dames in een witte jurk gekleed zijn en een diadeem dragen en de heren een rokkostuum dragen. Rokkostuum of uniform is voor heren verplicht, terwijl de dames in een lange avondjurk gekleed dienen te zijn. Veel mensen dragen op dit bal hun officiële onderscheidingen. Om twaalf uur wordt de middernachtsquadrille gedanst.
In het zuiden van Oostenrijk is er een andere traditie, namelijk de Villacher Fasching. Op de zaterdag worden er humoristische toespraken gehouden en vindt er een optocht plaats door de binnenstad van Villach.

### Verenigd Koninkrijk

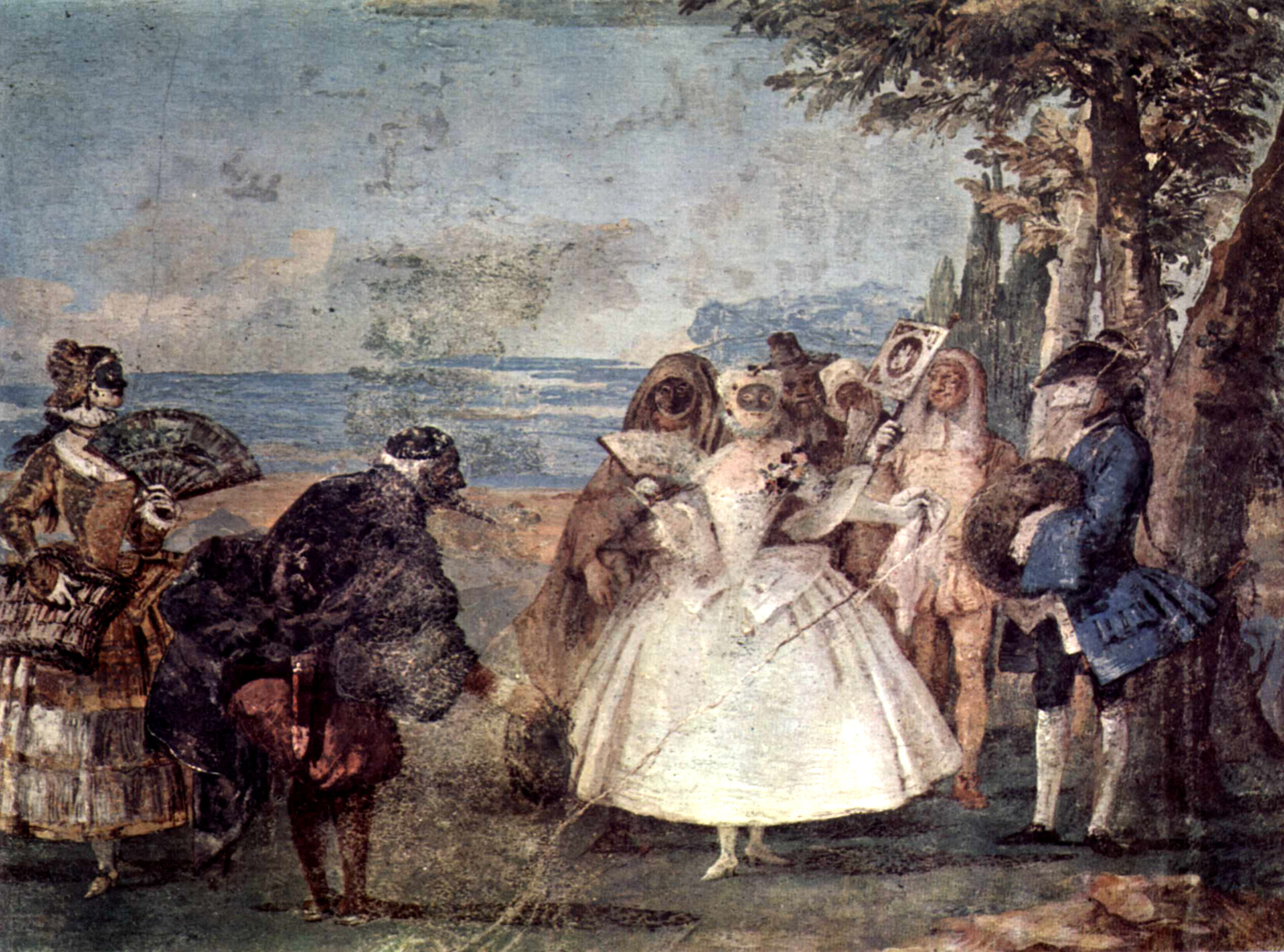
Carnaval van Venetië, Giovanni Domenico Tiepolo, 1757

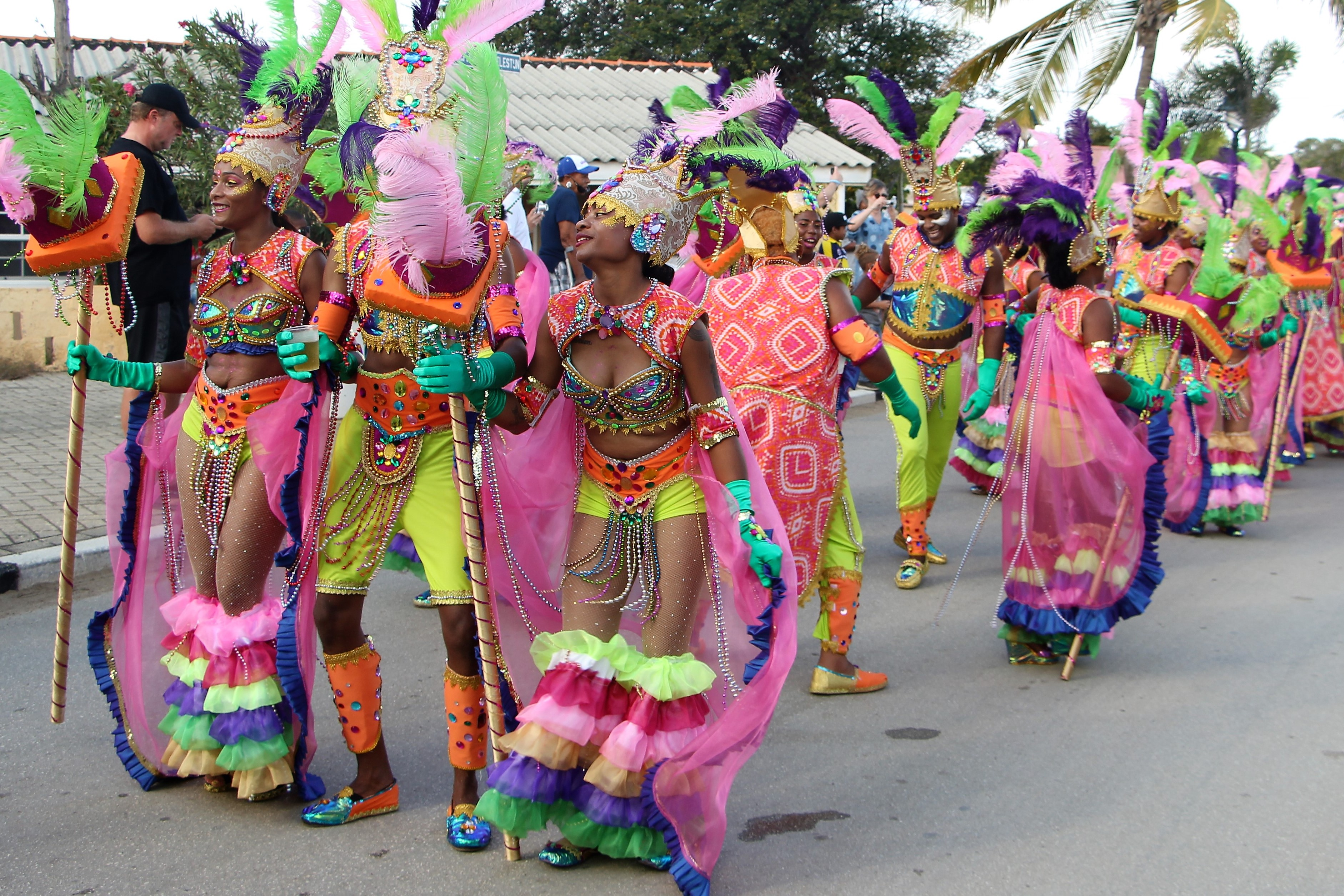
Carnavalsoptocht in Rincon (Bonaire), 2018

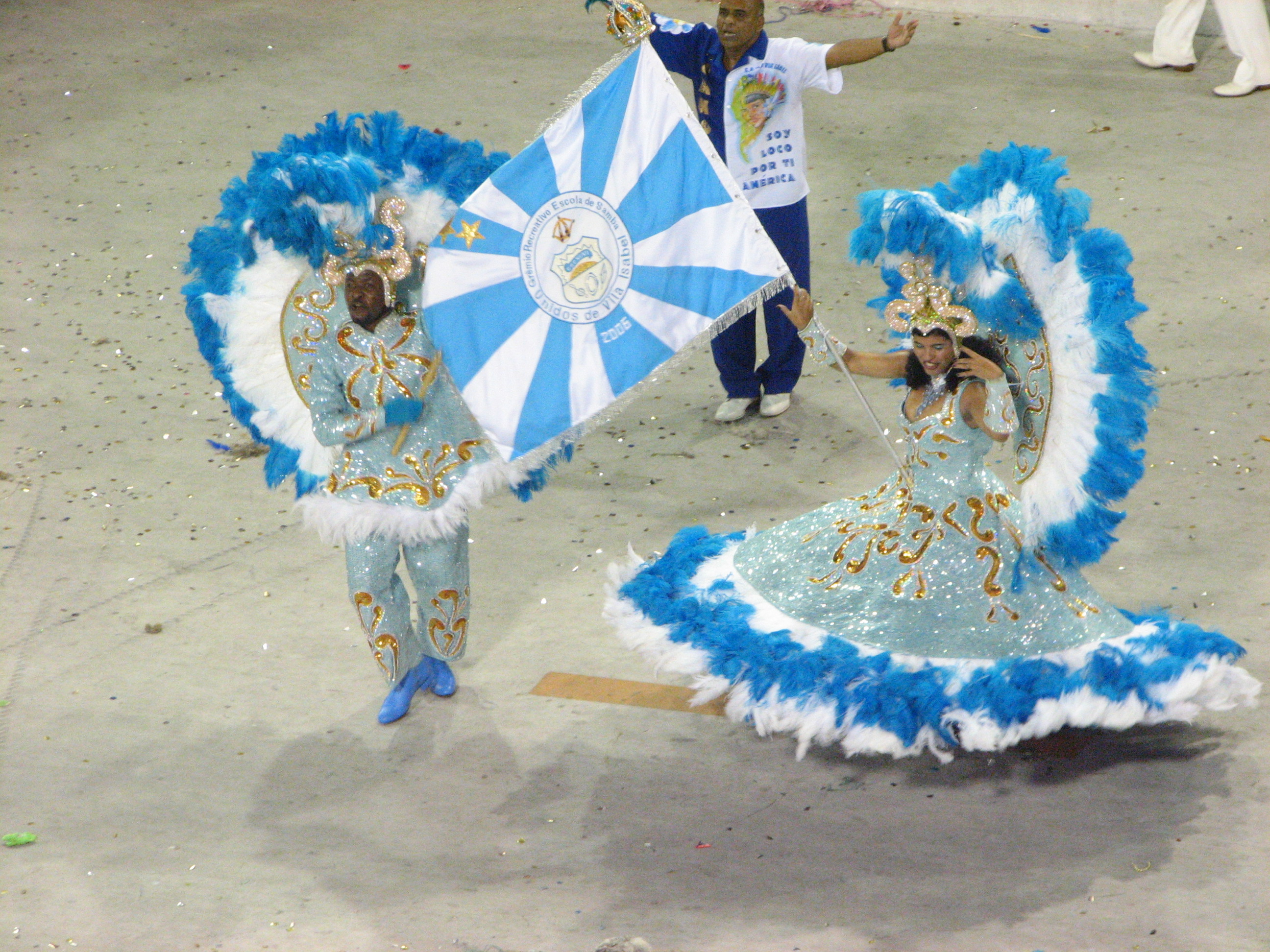
De mestre-sala en de porta-bandeira van Unidos de Vila Isabel tijdens het carnaval in Rio de Janeiro

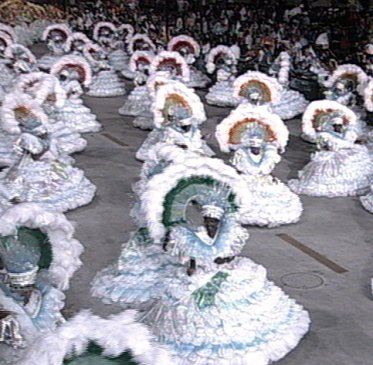
Carnaval in Rio de Janeiro

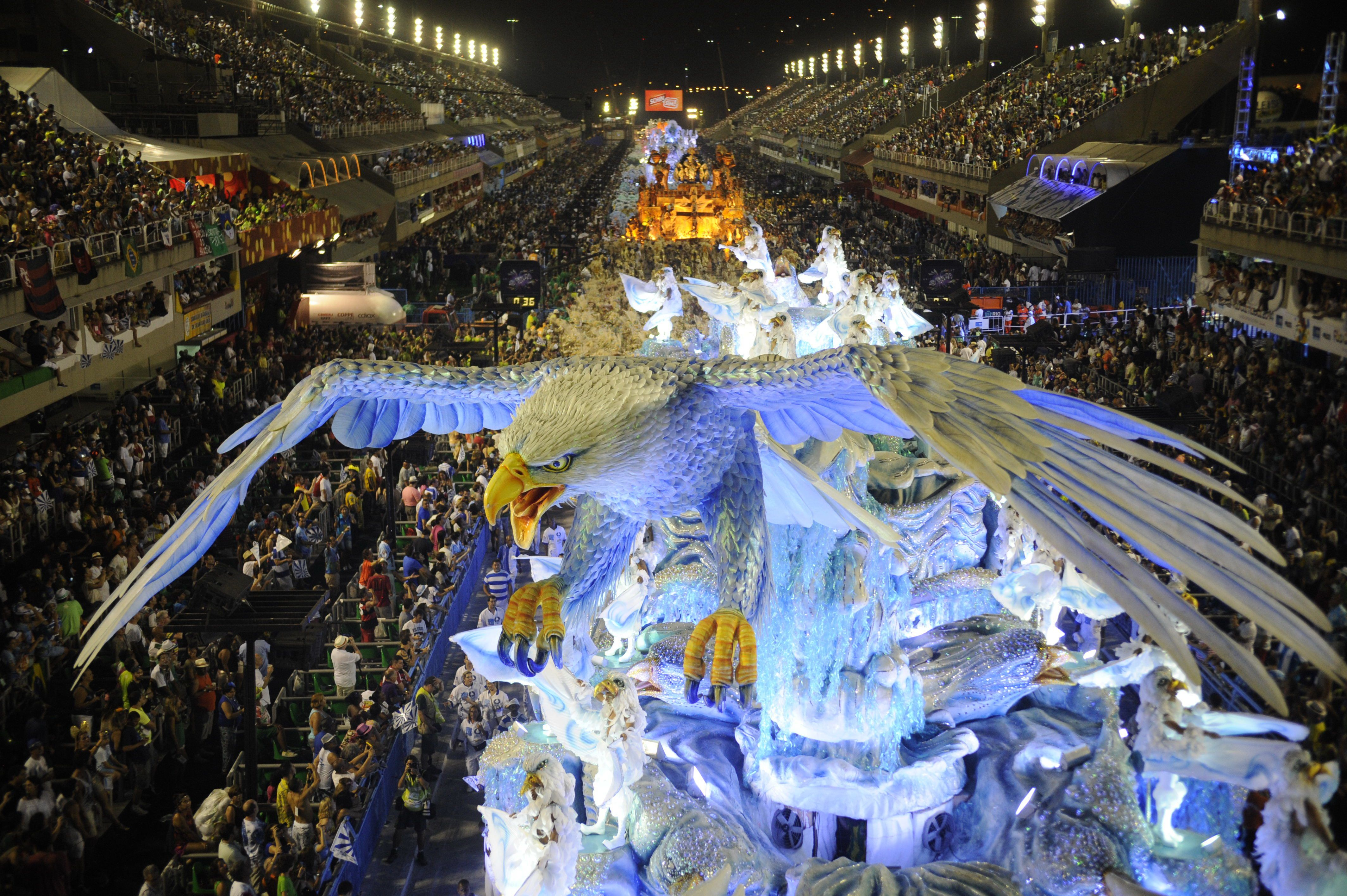
De sambaschool Portela tijdens de parade van het carnaval in Rio de Janeiro

In South West England is het West Country Carnival een jaarlijks terugkerend festival met optochten met verlichte wagens (lokaal cars genoemd), vroeger West Country genoemd. Dit evenement vindt zijn oorsprong in Bridgwater en gaat terug op de verijdeling van het Buskruitverraad in 1605.

### Frankrijk
In Frankrijk is vooral het carnaval van Nice bekend.
Het straatcarnaval van Duinkerke karakteriseert zich door een enorme uitbundigheid. Een (schijnbaar) ongeorganiseerde massa van tienduizenden kleurrijk geklede carnavalsvierders bevolken dan de straten en pleinen van de stad. Opmerkelijk aan het straatcarnaval van Frans-Vlaanderen is het veelvuldig gebruik van bontgekleurde paraplu's (de Berguenaar) die op ellenlange stelen hoog boven de deinende massa worden meegedragen.

### Spanje
In Spanje is het belangrijkste carnaval het Carnaval in Santa Cruz de Tenerife, en vervolgens dat van Cádiz. Het feest La Vijanera in het plaatsje Silió in de deelstaat Cantabrië op de eerste zondag van het nieuwe jaar geldt als het oudste carnavalsfeest van Spanje en Europa. Het evenement geniet een beschermde status als Fiesta de Interés Turistico Nacional. Ten tijde van de Franco-dictatuur was dit feest, evenals vele andere in Spanje, verboden.

### Italië
Het carnaval van Venetië is ingetogener dan het carnaval in de Lage Landen. Men verkleedt zich veelal in historische stijl. De kostuums zijn vaak luxueus. De maskers kunnen kunstwerken op zich zijn, hoewel ze ook ‘aan de lopende band’ in fabrieken gemaakt worden.
Het Ambrosiaans Carnaval, gevierd in het overgrote deel van het aartsbisdom Milaan en in sommige van de naburige bisdommen, eindigt op de eerste zondag van de vasten, de laatste dag van het carnaval is op zaterdag, vier dagen later dan de dinsdag als je kijkt naar de uiteinden van het normale carnaval. De traditie wil dat bisschop Ambrosius bezig was met een pelgrimstocht en dat hij zijn terugkeer na het carnaval had aangekondigd om de eerste riten van de vasten in de stad te vieren. De bevolking van Milaan wachtte op hem en vierde carnaval door tot aan zijn komst, aswoensdag wordt in het aartsbisdom Milaan dan ook gevierd op de eerste zondag van de vasten, aszondag dus. In werkelijkheid is het verschil is te wijten aan het feit de Vasten overal op zondag begon. De periode van Aswoensdag tot zondag is later toegevoegd in de Romeinse ritus om het aantal vastendagen effectief op 40 te brengen, daar de zondagen immers nooit als vastendagen golden. Dit verlengde carnaval wordt, met verschillende tradities, ook gevierd in andere delen van Italië, wordt Carnevalone (grote carnaval) genoemd.
Het carnaval van de stad Ivrea in Piemonte (“Storico Carnevale di Ivrea”) is het enige in Italië dat ononderbroken jaarlijks plaatsvond sinds de middeleeuwen. Het is tevens ouder dan dat van Venetië, en bekend om zijn sinaasappelgevechten.

### Bosnië en Herzegovina
In Bosnië en Herzegovina wordt eveneens carnaval gevierd in met name gebieden waar de katholieke Kroatische bevolking woont, zoals in Herzegovina, Centraal-Bosnië en andere regio's in het land waar Kroaten wonen. Een van de meest bekende traditioneel carnaval vindt plaats in de stad Ljubuški.

### Kroatië
Het bekendste Kroatische carnaval is het Rijeka-carnaval, waarbij de burgemeester van Rijeka de sleutels van de stad overhandigt aan de carnavalsmeester (meštar od karnevala). Het festival omvat verschillende evenementen, met als hoogtepunt de laatste zondag in een gemaskerde optocht. (Een soortgelijke processie voor kinderen vindt plaats in het voorgaande weekend.)
Veel steden in de Kvarner-regio van Kroatië (en in andere delen van het land) houden zich aan de carnavalsperiode, met lokale tradities en de lokale cultuur. Sommige van de steden en plaatsen zijn Grobnik, Permani, Kastav en vele andere plaatsen in de buurt van Rijeka. Vlak voor het einde van carnaval wordt er in elke plaats in Kvarner een manachtige pop verbrand, genaamd een "Pust", die de schuld krijgt van alle ellende van het voorgaande jaar. Het traditionele carnavalvoedsel is een fritule, een gebakje. Dit festival kan ook poklade worden genoemd.
Bij veel van de festiviteiten worden maskers gedragen, evenals bij concerten en andere feesten. Kinderen en leraren mogen meestal een dag maskers op school dragen, en ook maskers op schooldansen of bij het langsgaan van de huizen waarbij de kinderen veelal snoep of andere lekkernijen krijgen. Carnavals vinden ook in de zomer plaats. Een van de bekendste is het Senj zomercarnaval - voor het eerst gevierd in 1968. De steden Cres, Pag, Novi Vinodolski en Fužine organiseren ook zomercarnaval.

## Carnaval in Noord-Amerika

### Verenigde Staten
Op de meeste plaatsen in de Verenigde Staten is de carnavalstraditie nooit doorgedrongen. Alleen in New Orleans (Louisiana), een door de Franse kolonisten gestichte plaats, wordt het feest wel ieder jaar gevierd. Hier heet carnaval Mardi Gras, dit is de Franse uitdrukking voor vette dinsdag. Het is een verkleedfeest (paars, groen en goud) en een paradefeest. Rond 1837 werden er al optochten gehouden. In 1872 was er voor het eerst sprake van een grootschalig georganiseerd feest.

### Canada
In Canada heeft het carnavalsfeest vooral in Quebec veel voet aan de grond gekregen, waar het vanuit Frankrijk heen werd gebracht. Een belangrijk onderdeel is het maken van bouwwerken van sneeuw en ijs. Sinds 1954 is er sprake van een georganiseerd carnaval.

## Carnaval in Midden-Amerika

### Cariben
Op Sint Maarten wordt carnaval om commerciële redenen gevierd in de week van 30 april, voorheen Koninginnedag. Nabijgelegen eilanden vieren wel carnaval voorafgaand aan de vastentijd.
Het carnaval zoals dat in Caribisch Nederland (BES-eilanden), en dan met name op Bonaire, wordt gevierd staat vooral bekend om de kleurrijke straatparades. Ook op Curaçao en Aruba wordt op deze manier carnaval gevierd. Kleurrijke praalwagens voorzien van bands trekken door de straten, gevolgd door een dansende menigte. Kostuums zijn vaak uitbundig en zeer kleurrijk.

## Carnaval in Zuid-Amerika
In veel landen in Zuid-Amerika wordt het carnaval uitbundig gevierd, in tegenstelling tot Noord-Amerika.

### Brazilië
Vooral het carnaval in Rio de Janeiro is zeer befaamd. Aldaar vindt de wereldberoemde parade plaats. Het grootste straatcarnaval van de wereld vindt overigens plaats in Salvador da Bahia, een andere grote plaats in Brazilië.

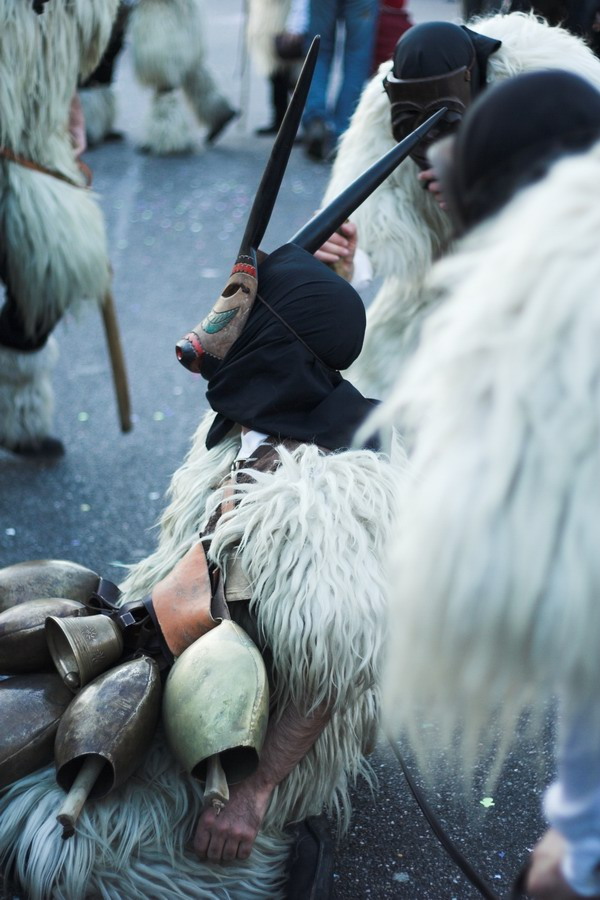
Carnaval in Sardinië, maskers met hoorns en kostuums (gemaakt van dierenhuid, versierd met bellen)
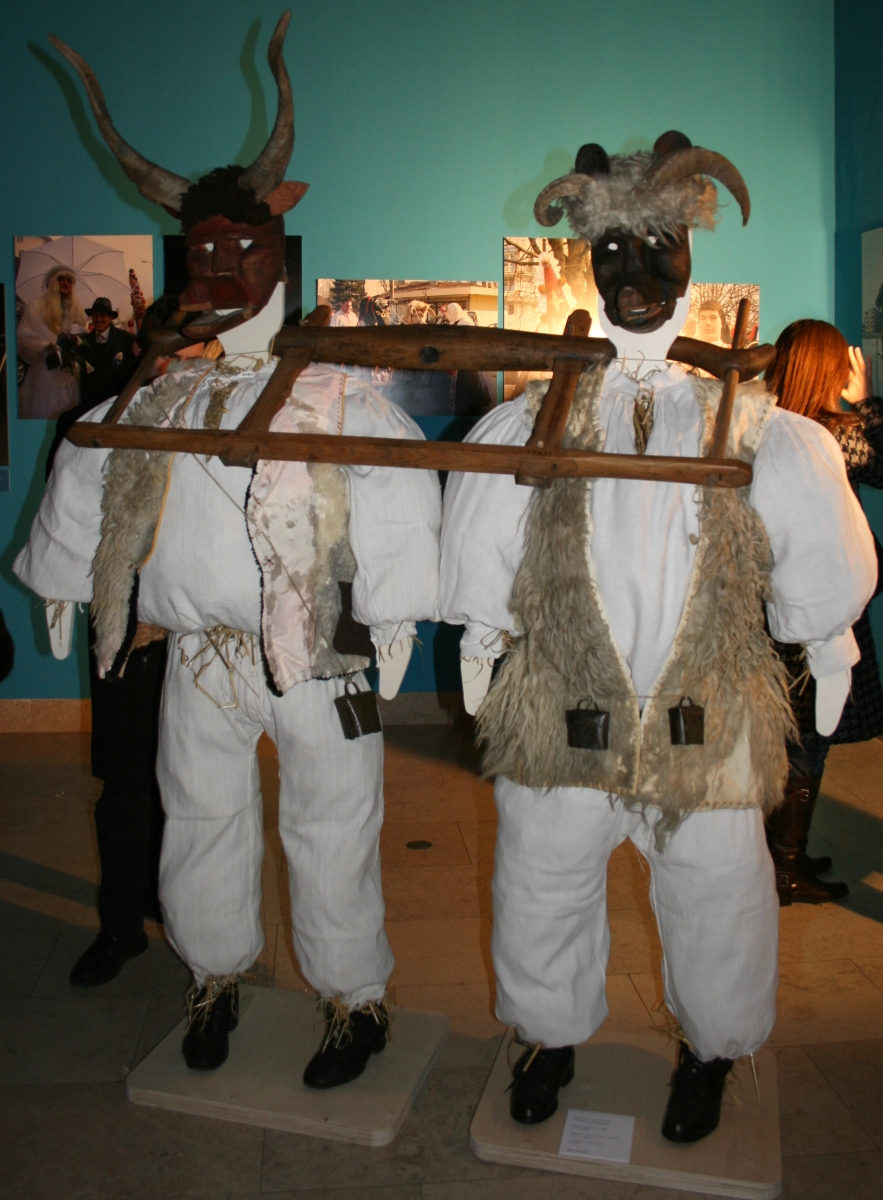
Traditionele kostuums (gemaakt van dierenhuid, versierd met bellen) en maskers met hoorns uit Kroatië
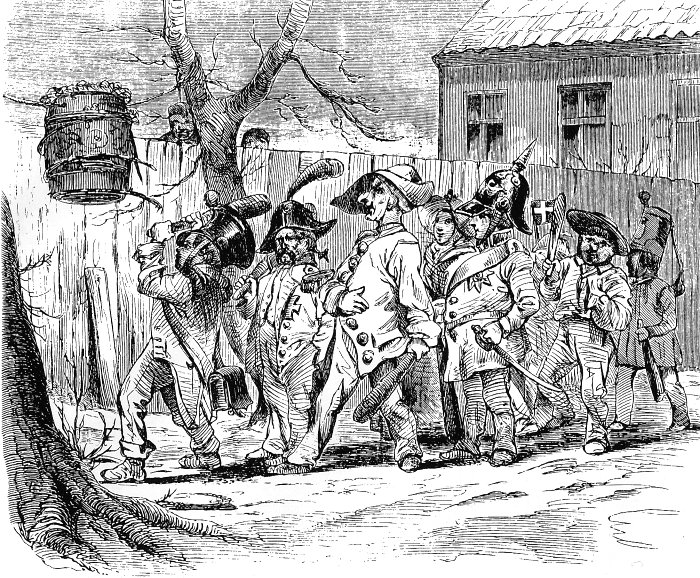
Carnaval in Zweden (met soort van piñata en militaire kostuums), ca. 1860
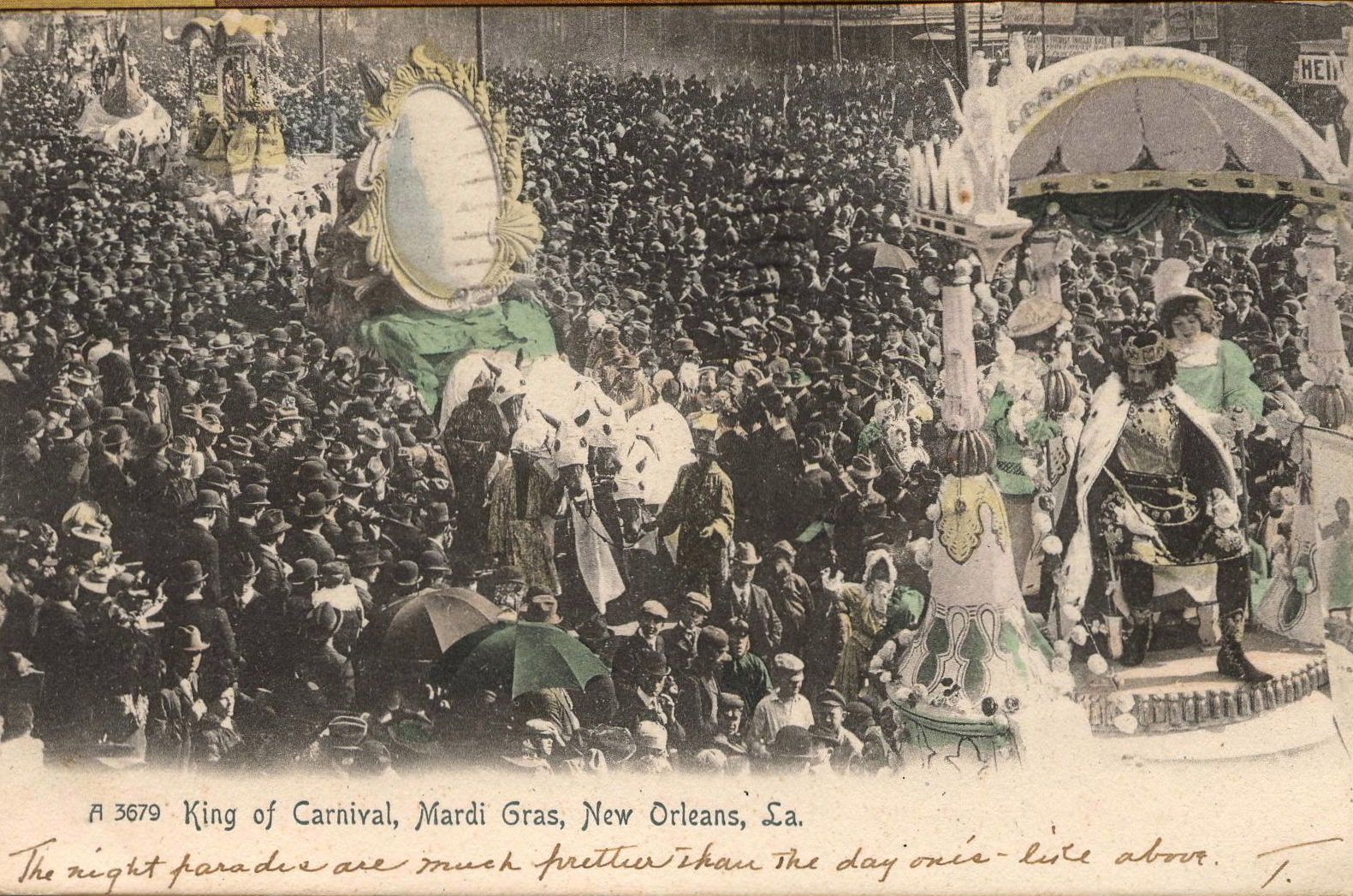
Ansichtkaart van Mardi Grasparade op de Canal Street, gepost op 17 maart 1908
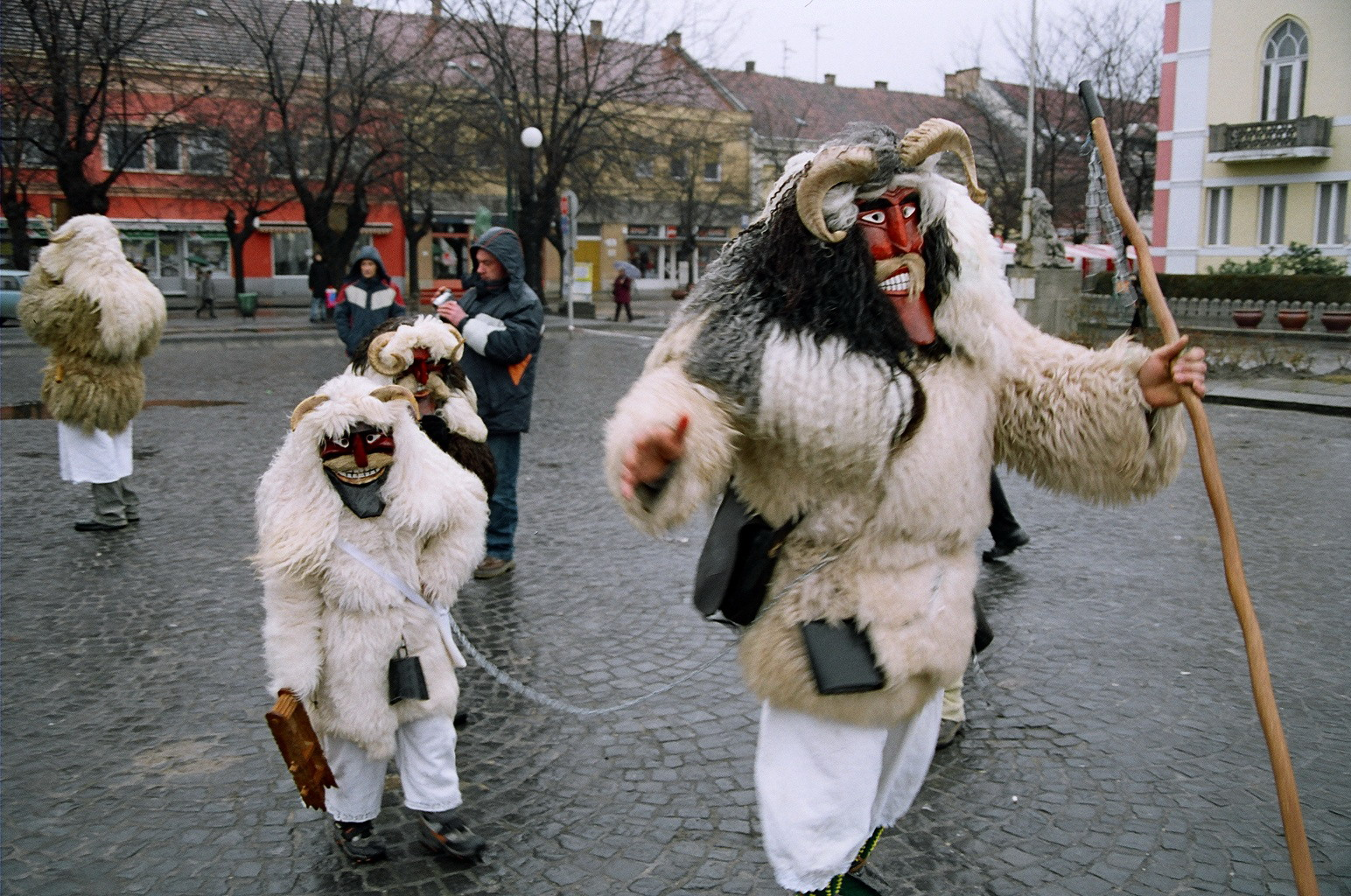
Busó en zoon met dierenhuiden en koebellen, Hongarije
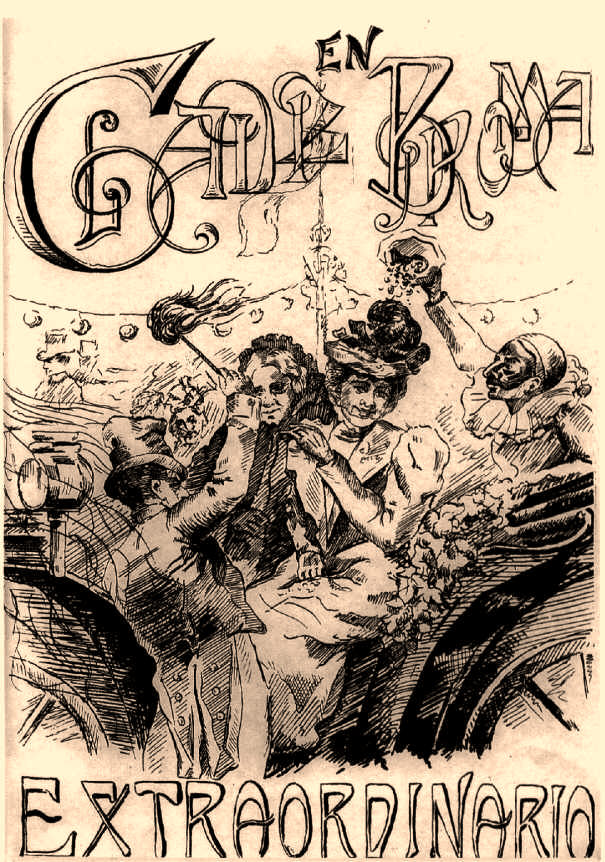
Carnaval van Cadiz, Spanje, 1906
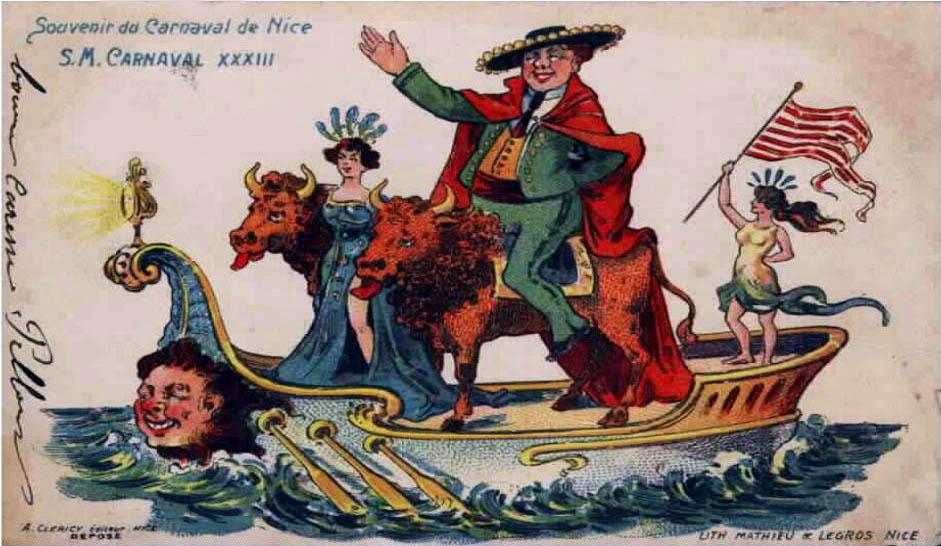
Carnaval van Nice, 1915
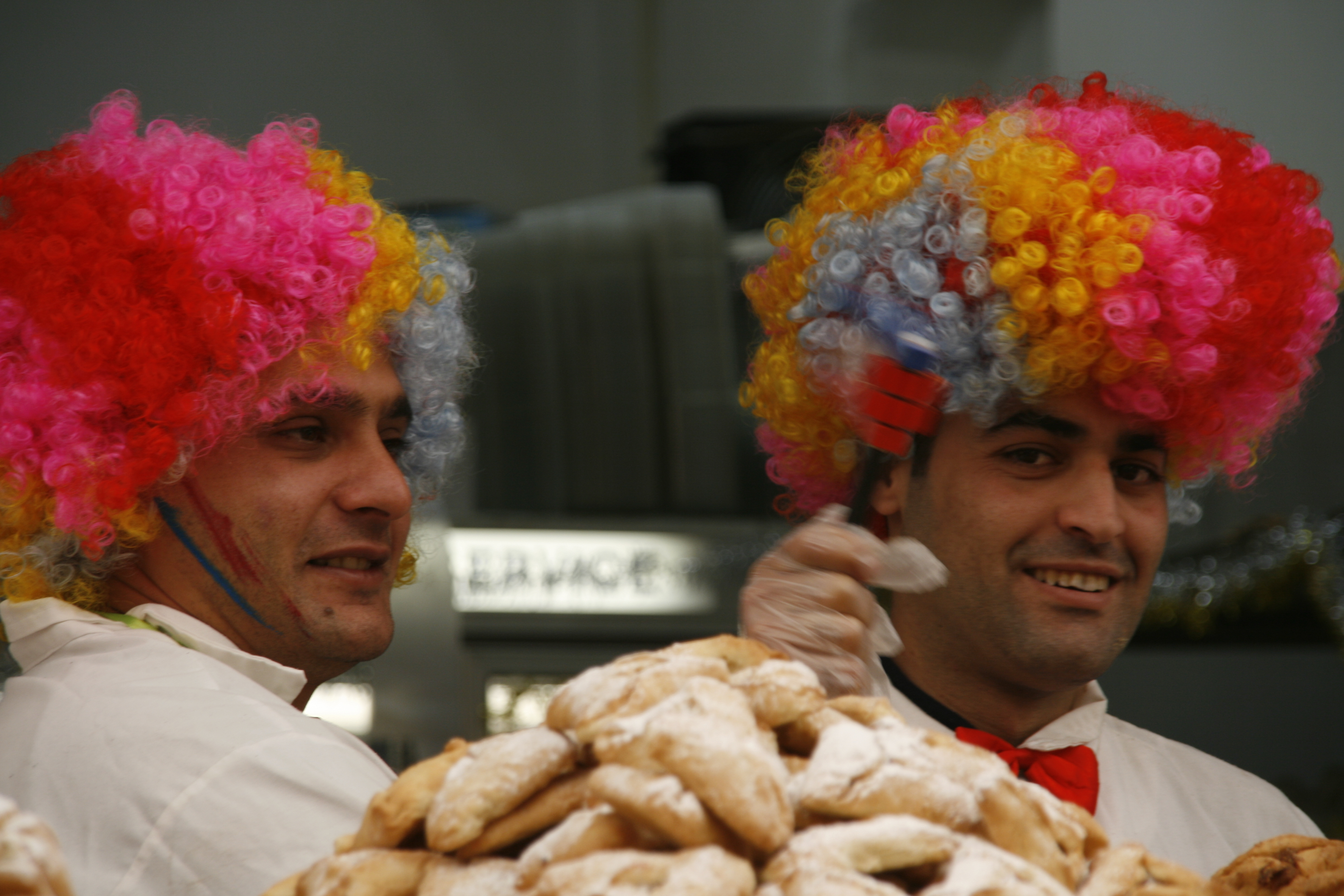
Tijdens het joodse Poeriem worden Hamansoren gegeten
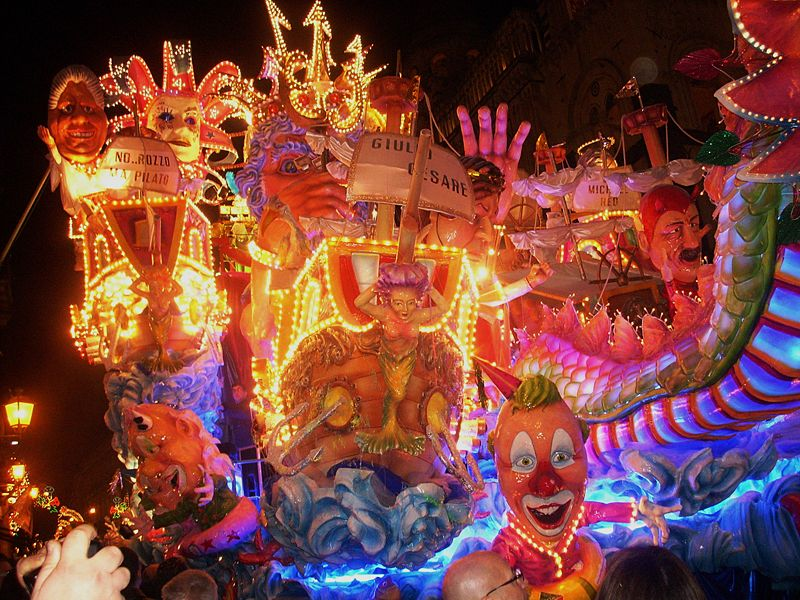
Het Carnaval van Acireale bij Catania is het oudste van Sicilië

### Suriname
Carnaval wordt in Suriname amper gevierd. Er is jaarlijks een optocht van de Prinsessestraat naar Sana Budaya, waar het feest de hele nacht doorgaat, en op de zondagavond is er een feest in hotel Perola. Daarentegen wordt de Avondvierdaagse uitbundiger gevierd. Dan gaan er grote optochten met groepen mensen in gekleurde kleding met muziek door de straten.

## UNESCO
Er zijn enkele carnavals geplaatst op de Lijst van Meesterwerken van het Orale en Immateriële Erfgoed van de Mensheid van UNESCO.
- In Bolivia vindt het Carnaval van Oruro plaats, dit carnaval staat sinds 2001 op de lijst.
- In 2003 werd het carnaval van Binche (met de Gilles) in België, op de lijst geplaatst.
- Het carnaval van Barranquilla, Colombia, staat sinds 2003 op de lijst vermeld.
- Het Carnaval Aalst, België stond sinds 2008 op de lijst vermeld maar werd op eigen verzoek geschrapt in 2020.
- Het Carnaval de Negros y Blancos uit Pasto, Colombia, staat sinds 2009 op de lijst vermeld.

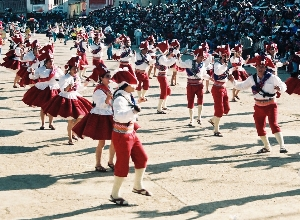
Lamerada op het carnaval van Oruro
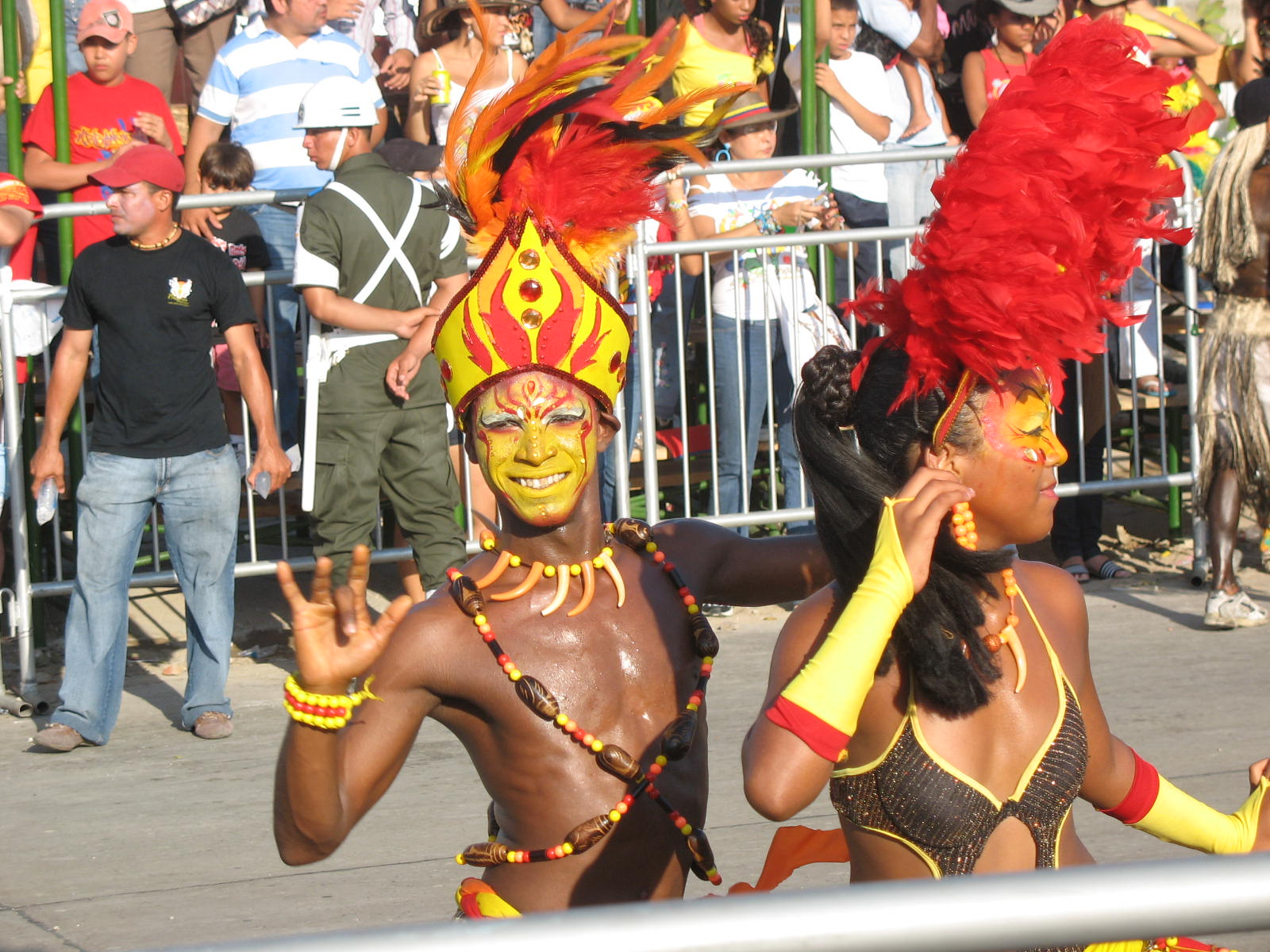
Carnaval van Barranquilla
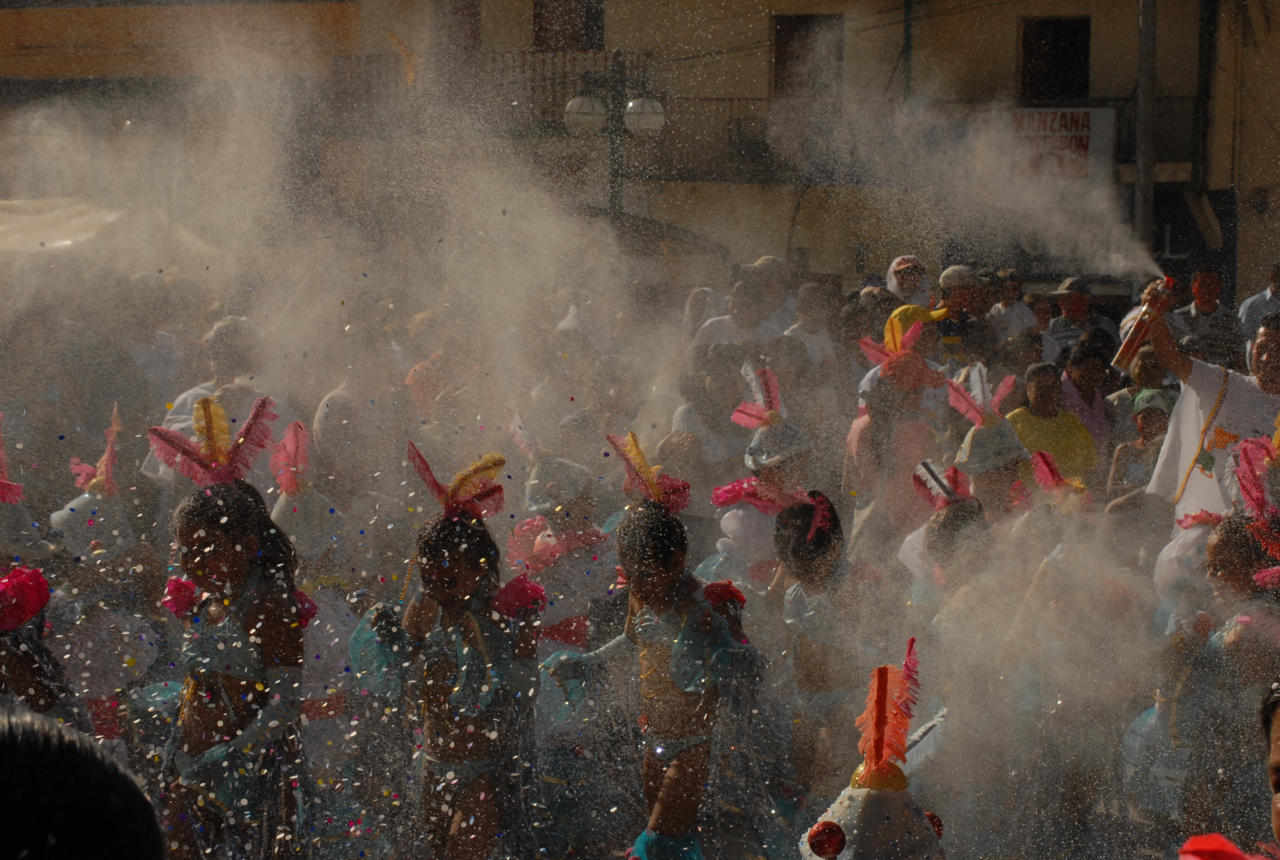
Talk en confetti op het Carnaval de Negros y Blancos in Pasto
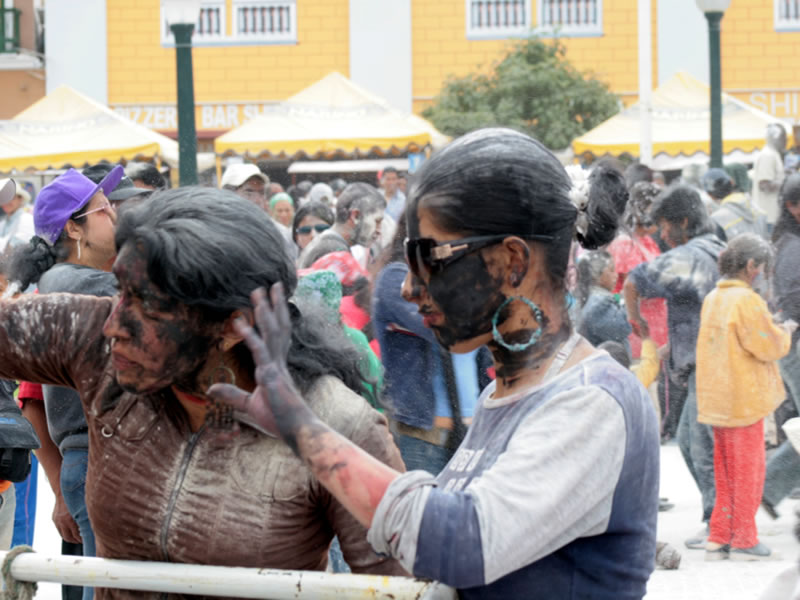
Día de Negros, Carnaval de Negros y Blancos in Pasto

## Varianten

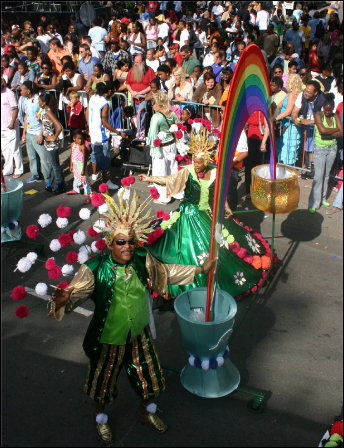
Zomercarnaval

In orthodox-christelijke landen is het equivalent van carnaval maslenitsa ofwel pannenkoekenfeest.
Het joodse feest Poeriem wordt wel vergeleken met carnaval.

### Zomercarnaval
Onder andere Nederland en België kennen enkele zomercarnavals, waarvan  dat van Rotterdam het grootste is. Ook tijdens de Tilburgse Kermis vinden zomercarnaval-achtige activiteiten plaats. Vanwege het klimaat in deze landen vinden deze vaak op Caraïbische en Kaapverdiaanse leest geschoeide optochten in de zomer plaats.